# Danh sách tập phim Doraemon (1997–2005)
Doraemon là series anime được chuyển thể từ manga cùng tên của họa sĩ Fujiko F. Fujio. Dưới đây là danh sách tập thuộc loạt phim 1979. Ca khúc chủ đề mở đầu là Doraemon no Uta do Yamano Satoko trình bày từ tập 1429 đến tập 1681, từ tập 1682 đến tập 1705 do Tokyo Purin trình bày và từ tập 1706 đến tập 1752 do Watanabe Masako trình bày và còn lại do Aji trình bày. Ca khúc kết thúc là Boku Doraemon do Oyama Nobuyo và Koorogi trình bày từ tập 1429 đến tập 1681, Mata Aeru hi Made do Yuzu trình bày từ tập 1682 đến tập 1705,  Tanpopo no Uta do The Alfee trình bày từ tập 1706 đến tập 1729, YUME Biyori do Shimatani Hitomi trình bày từ tập 1730 đến tập 1757 và còn lại là Aa Ii na do W trình bày.
Trong phiên bản lồng tiếng Việt phát trên kênh HTV3 ca khúc mở đầu và kết thúc là Doraemon do Huyền Chi trình bày.
Dấu *: tập đặc biệt

## Tổng quan
| Mùa | Mùa | Số tập | Số tập | Phát sóng gốc       | Phát sóng gốc        |
| Mùa | Mùa | Số tập | Số tập | Phát sóng lần đầu   | Phát sóng lần cuối   |
| --- | --- | ------ | ------ | ------------------- | -------------------- |
|     | 19  | 51     | 51     | 10 tháng 1 năm 1997 | 22 tháng 12 năm 1997 |
|     | 20  | 44     | 44     | 9 tháng 1 năm 1998  | 18 tháng 12 năm 1998 |
|     | 21  | 45     | 45     | 8 tháng 1 năm 1999  | 15 tháng 12 năm 1999 |
|     | 22  | 40     | 40     | 14 tháng 1 năm 2000 | 18 tháng 12 năm 2000 |
|     | 23  | 41     | 41     | 12 tháng 1 năm 2001 | 14 tháng 12 năm 2001 |
|     | 24  | 45     | 45     | 11 tháng 1 năm 2002 | 31 tháng 12 năm 2002 |
|     | 25  | 45     | 45     | 17 tháng 1 năm 2003 | 12 tháng 12 năm 2003 |
|     | 26  | 38     | 38     | 9 tháng 1 năm 2004  | 18 tháng 12 năm 2004 |
|     | 27  | 10     | 10     | 7 tháng 1 năm 2005  | 18 tháng 3 năm 2005  |

## Danh sách tập

### Năm 1997
| # | Tên tập phim                                                                        | Ngày phát sóng gốc   |
| --- | ----------------------------------------------------------------------------------- | -------------------- |
| 1429 | "Kise ka e Sakusen" (きせかえ作戦)                                                  | 10 tháng 1 năm 1997  |
| 1430 | "Kikiippatsu Herumetto" (危機一髪ヘルメット)                                        | 17 tháng 1 năm 1997  |
| 1431 | "Sugoroku bí ẩn" "Misuterī.sugoroku" (ミステリー・スゴロク)                         | 24 tháng 1 năm 1997  |
| 1432 | "Cầu vượt chướng ngại vật của tương lai" "Ashita ni Kakeru Hashi" (明日にかける橋)  | 31 tháng 1 năm 1997  |
| 1433 | "Chūshin Kura" (チューシン倉)                                                       | 7 tháng 2 năm 1997   |
| 1434 | "Người tuyết Dora Tarou" "Yukidaruma Dora Tarou" (雪だるまドラ太郎)                 | 14 tháng 2 năm 1997  |
| 1435 | "Kī Mochi Do" (キー望ド)                                                            | 21 tháng 2 năm 1997  |
| 1436* | "Mũi tên tìm người cần gặp" "Hoshii Hito Arō" (ほしい人アロー)                      | 28 tháng 2 năm 1997  |
| 1437 | "Voi ma mút xuất hiện" "Manmosu ga de Ta Zo!" (マンモスが出たぞ！ )                 | 7 tháng 3 năm 1997   |
| 1438 | "Nasuka Kun" (ナスカくん / tạm dịch: "Bé Nasuka")                                   | 14 tháng 3 năm 1997  |
| 1439 | "Tạp dề mẹ" "Mama Epuron" (ママエプロン)                                            | 21 tháng 3 năm 1997  |
| 1440* | "Cuộc rượt đuổi của Sewashi" "Se Washi Kun no Iede" (セワシくんの家出)              | 29 tháng 3 năm 1997  |
| 1441 | "Sonokinināru" (ソノキニナール)                                                     | 4 tháng 4 năm 1997   |
| 1442 | "Nobita Ha Dairīgā" (のび太は大リーガー)                                            | 11 tháng 4 năm 1997  |
| 1443 | "Ningen Kikan Sha" (人間機関車)                                                     | 25 tháng 4 năm 1997  |
| 1444 | "Kyōmeiantena" (キョーメイアンテナ)                                                 | 2 tháng 5 năm 1997   |
| 1445 | "Tấm thẻ đặc biệt" "Supesharu Kādo" (スペシャルカード)                              | 9 tháng 5 năm 1997   |
| 1446 | "Nobīta" (ノビータ)                                                                 | 16 tháng 5 năm 1997  |
| 1447 | "Genki Hatsuratsupakku" (元気ハツラツパック)                                        | 23 tháng 5 năm 1997  |
| 1448 | "Tesou Jitsugen Setto" (手相実現セット)                                             | 30 tháng 5 năm 1997  |
| 1449 | "Ginga Kankou Basha Tsuā" (銀河観光馬車ツアー)                                      | 6 tháng 6 năm 1997   |
| 1450 | "Kính nhìn vạn vật" "Doko Demo Gurasu" (どこでもグラス)                             | 13 tháng 6 năm 1997  |
| 1451 | "Nobita là Isshun Boushi" "Nobita Ha Issunboushi" (のび太は一寸法師)                | 20 tháng 6 năm 1997  |
| 1452 | "Hãy nói chuyện bằng trái tim" "Kokoro de Hanaso U" (ココロで話そう)                | 27 tháng 6 năm 1997  |
| 1453 | "Toro Rin" (トロリン)                                                               | 4 tháng 7 năm 1997   |
| 1454 | "Bikkuri Henshin Kukkī" (びっくり変身クッキー)                                      | 11 tháng 7 năm 1997  |
| 1455 | "Ochi Nai Kaminari" (落ちないカミナリ)                                              | 18 tháng 7 năm 1997  |
| 1456 | "Sagashi Butsu Duri Zao" (探し物釣りザオ)                                           | 25 tháng 7 năm 1997  |
| 1457 | "Kế hoạch làm lại bơi lội" "Suiei Yarinaoshi Keikaku" (水泳やり直し計画)            | 1 tháng 8 năm 1997   |
| 1458 | "Giày bóng bay" "Barūn Shūzu" (バルーンシューズ)                                    | 8 tháng 8 năm 1997   |
| 1459 | "Soko dake Supotto" (そこだけスポット)                                              | 15 tháng 8 năm 1997  |
| 1460 | "Kakutou ka Batterī" (格闘家バッテリー)                                             | 22 tháng 8 năm 1997  |
| 1461 | "Sao chổi Nobita" "Nobita Suisei" (のび太彗星)                                      | 29 tháng 8 năm 1997  |
| 1462 | "Amaiwato" (アマイワト)                                                             | 5 tháng 9 năm 1997   |
| 1463 | "Kandou no Mei Bamen" (感動の名場面)                                                | 12 tháng 9 năm 1997  |
| 1464 | "Purīzu Kādo" (プリーズカード)                                                      | 19 tháng 9 năm 1997  |
| 1465 | "Nani de mo Naru Ki Setto" (何でもなる木セット)                                     | 26 tháng 9 năm 1997  |
| 1466* | "Tên lửa do thám hành tinh kho báu" "Takara Boshi Tansa Roketto" (宝星探査ロケット) | 4 tháng 10 năm 1997  |
| 1467* | "Nobita là Suneo?" "Nobita ga Sune Otto?" (のび太がスネ夫？)                        | 4 tháng 10 năm 1997  |
| Nobita vì muốn được thưởng thức thịt bít tết nhà Suneo và lau nhà do điểm kém còn Suneo muốn thoát khỏi học thêm đặc biệt nên đã đổi thân thể cho nhau nhưng cuối cùng cả hai đều gặp những rắc rối do hình dáng mới. |                                                                                     |                      |
| 1468 | "Tobidashi Raito" (とびだしライト)                                                  | 17 tháng 10 năm 1997 |
| 1469 | "Robot sao chép" "Kopī Robotto" (コピーロボット)                                    | 24 tháng 10 năm 1997 |
| 1470 | "Anime Supurē" (アニメスプレー)                                                     | 31 tháng 10 năm 1997 |
| 1471 | "Omoshiro Tokudane Bideo" (おもしろ 特ダネビデオ)                                   | 7 tháng 11 năm 1997  |
| 1472 | "Nobita ngăn tôi lại" "Boku o Tomeru Nobita" (ボクを止めるのび太)                   | 14 tháng 11 năm 1997 |
| 1473 | "Koe dake Taimu Mashin" (声だけタイムマシン)                                        | 21 tháng 11 năm 1997 |
| 1474 | "Puramo ga Dai Dassō" (プラモが大脱走)                                              | 28 tháng 11 năm 1997 |
| 1475 | "Yon Jigen Kyacchā" (四次元キャッチャー)                                            | 5 tháng 12 năm 1997  |
| 1476 | "Kyandi de Shitsukeyo U" (キャンディでしつけよう)                                   | 12 tháng 12 năm 1997 |
| 1477 | "Mugen Puranetariumu" (夢幻プラネタリウム)                                          | 19 tháng 12 năm 1997 |
| 1478* | "Omoi de Bokkusu" (思いでボックス)                                                  | 22 tháng 12 năm 1997 |
| 1479* | "Bakuhatsumeikā" (バクハツメイカー)                                                 | 22 tháng 12 năm 1997 |

### Năm 1998
| # | Tên tập phim                                                                                             | Ngày phát sóng gốc   | Ngày phát sóng tiếng Việt |
| --- | --- | -------------------- | ------------------------- |
| 1480 | "Quốc hội thu nhỏ" "Mini Mini Kokkai" (ミニミニ国会)                                                     | 9 tháng 1 năm 1998   | Không phát sóng           |
| 1481 | "Buổi tiệc khiêu vũ củ cải" "Daikon Dansu Pātī" (だいこん ダンスパーティー)                              | 16 tháng 1 năm 1998  | Không phát sóng           |
| 1482 | "Tsuki Tsuki Pendanto" (つきつきペンダント)                                                              | 23 tháng 1 năm 1998  | Không phát sóng           |
| 1483 | "Bản đồ Kakikae" "Kakikae Mappu" (かきかえマップ)                                                        | 30 tháng 1 năm 1998  | Không phát sóng           |
| 1484 | "Giải đặc biệt! Suối nước nóng Nobita" "Tokushou! Nobita Onsen" (特賞！のび太温泉)                       | 6 tháng 2 năm 1998   | Không phát sóng           |
| 1485 | "Ousama Setto" (王様セット)                                                                              | 13 tháng 2 năm 1998  | Không phát sóng           |
| 1486 | "Reinbō Doroppu" (レインボードロップ)                                                                    | 20 tháng 2 năm 1998  | Không phát sóng           |
| 1487 | "Nabi.kyappu" (ナビ・キャップ)                                                                           | 13 tháng 3 năm 1998  | Không phát sóng           |
| 1488 | "Otona o Shikaru ID Kādo" (大人をしかるＩＤカード)                                                       | 20 tháng 3 năm 1998  | Không phát sóng           |
| 1489* | "Dorami gặp rắc rối lớn" "Juraki de Dorami ga Dai Pinchi" (ジュラ紀で ドラミが大ピンチ)                  | 3 tháng 4 năm 1998   | Không phát sóng           |
| 1490* | "Thời trang mới Nobita" "Nobita Nyū Fasshon" (のび太ニューファッション)                                  | 3 tháng 4 năm 1998   | Không phát sóng           |
| 1491 | "Oshaberi Petto Fūdo" (おしゃべりペットフード)                                                           | 10 tháng 4 năm 1998  | Không phát sóng           |
| 1492 | "Sei Yumemakura" (正夢まくら)                                                                            | 24 tháng 4 năm 1998  | Không phát sóng           |
| 1493 | "Negaigoto Biki ka e Ki" (願いごと引きかえ機)                                                            | 1 tháng 5 năm 1998   | Không phát sóng           |
| 1494 | "Moujuu Petto ka Tebukuro" (猛獣ペット化手ぶくろ)                                                        | 8 tháng 5 năm 1998   | Không phát sóng           |
| 1495 | "Jibun dake Haya Mawashi Tokei" (自分だけ早回し時計)                                                     | 15 tháng 5 năm 1998  | Không phát sóng           |
| 1496 | "Joudan Maiku" (冗談マイク)                                                                              | 22 tháng 5 năm 1998  | Không phát sóng           |
| 1497 | "Sapōtāchiahōn" (サポーターチアホーン)                                                                   | 29 tháng 5 năm 1998  | Không phát sóng           |
| 1498 | "Tenshi no Ringu" (天使のリング)                                                                         | 5 tháng 6 năm 1998   | Không phát sóng           |
| 1499 | "Maru Netto" (マルネット)                                                                                | 12 tháng 6 năm 1998  | Không phát sóng           |
| 1500 | "Mika Tasuki" (ミカタスキ)                                                                               | 19 tháng 6 năm 1998  | Không phát sóng           |
| 1501 | "Ni Jigen Shuunou Kamera" (二次元収納カメラ)                                                             | 26 tháng 6 năm 1998  | Không phát sóng           |
| 1502 | "Ván lướt theo ý muốn" "O Tegaru Sāfu Bōdo" (おてがるサーフボード)                                       | 3 tháng 7 năm 1998   | 23 tháng 5 năm 2010       |
| Nobita không biết lướt ván ngoài biển nên Doraemon cho cậu mượn "Ván lướt theo ý muốn" | |                      |                           |
| 1503 | "Album trải nghiệm ký ức" "Omoide Taiken Arubamu" (思い出体験アルバム)                                   | 10 tháng 7 năm 1998  | 29 tháng 5 năm 2010       |
| Suneo khoe khoang về du lịch Ai Cập khiến Nobita ghen tức nói liều là từng đến đó chụp ảnh. Suneo nói muốn xem ảnh nên Nobita chạy về nhà nhờ Doraemon, Doraemon đã dùng "Album trải nghiệm ký ức" giúp cậu | |                      |                           |
| 1504 | "Khu vườn trên không trung" "Kuuchuu Gāden" (空中ガーデン)                                               | 17 tháng 7 năm 1998  | 29 tháng 5 năm 2010       |
| Nobita và Doraemon đã xây dựng một khu vườn tuyệt đẹp trên không trung nhưng lại bị Jaian và Suneo chiếm lấy. Nhưng không may, trời đổ mưa khu vườn tan chảy | |                      |                           |
| 1505 | "Bộ đồ chơi tắm biển" "Ozashiki Kaisuiyoku Setto" (お座敷海水浴セット)                                   | 24 tháng 7 năm 1998  | 30 tháng 5 năm 2010       |
| Ông Nobi hứa sẽ dẫn Nobita đi tắm biển nhưng vì công ty có việc đột xuất nên chuyến đi bị hoãn lại. Thấy Nobita buồn Doraemon đã lấy "Bộ dụng cụ tắm biển trong phòng" để an ủi. Được một lúc ông Nobi trở về và dẫn Nobita đi tắm biển thật qua "Cánh cửa thần kì". Trong lúc Nobita và Doraemon chơi đùa ngoài biển thì ông Nobi dạo khu dân cư ngoài biển thì trời đổ mưa. Nobita và Doraemon tức tốc trở về nhà bỏ quên ông Nobi | |                      |                           |
| 1506 | "Gương thật lòng" "Honne Mirā" (ホンネミラー)                                                            | 31 tháng 7 năm 1998  | 30 tháng 5 năm 2010       |
| Thầy giáo muốn chuyển trường gần nhà để dễ dàng chăm sóc mẹ. Doraemon đã dùng "Gương thật lòng" để thầy bày tỏ ra những suy nghĩ thật lòng của mình | |                      |                           |
| 1507 | "Chiếc hộp tiết kiệm" "Chokkinbako" (チョッキンバコ)                                                     | 7 tháng 8 năm 1998   | 5 tháng 6 năm 2010        |
| Để giúp đội bóng Jaian có tiền mua trái bóng mới nên Doraemon cho mọi người mượn "Chiếc hộp tiết kiệm" | |                      |                           |
| 1508 | "Công ty vận chuyển Nobita" "Nobita Unsou Ha Ikaga" (のび太運送はいかが)                                 | 14 tháng 8 năm 1998  | 5 tháng 6 năm 2010        |
| Bằng "Bộ dịch chuyển thần kì" của Doraemon, Nobita đã thành lập ra Công ty vận chuyển Nobita | |                      |                           |
| 1509 | "Nhật ký quá khứ tương lai" "Ato Saki Nikki" (あとさき日記)                                              | 21 tháng 8 năm 1998  | 6 tháng 6 năm 2010        |
| Nobita quên làm bài tập ghi chép chuyện xảy ra trong lúc nghỉ học kì một thầy giáo giao nên Doraemon cho cậu mượn "Nhật ký Quá khứ - Tương lai" | |                      |                           |
| 1510 | "Quý ngài điều chỉnh tâm trạng" "Misutā.Mūdo Appu" (ミスター・ムードアップ)                              | 28 tháng 8 năm 1998  | 6 tháng 6 năm 2010        |
| Doraemon cho Nobita mượn "Qúy ngài điều chỉnh tâm trạng" để đi nhổ răng sâu và đi mua trứng giúp mẹ | |                      |                           |
| 1511 | "Khi mọi vật lên tiếng" "Oshaberi Supurē" (おしゃべりスプレー)                                           | 11 tháng 9 năm 1998  | 12 tháng 6 năm 2010       |
| Vì muốn nghe được tiếng hát của những bông hoa Shizuka chăm sóc Nobita đã mượn "Bình xịt nói chuyện" của Doraemon" | |                      |                           |
| 1512 | "Đèn phục hồi" "Fukugen Raito" (復元ライト)                                                              | 18 tháng 9 năm 1998  | 12 tháng 6 năm 2010       |
| Nobita và Doraemon vô tình làm vỡ chiếc đĩa nhựa kỉ niệm của ba mẹ. Doraemon đã dùng "Đèn phục hồi" đưa chiếc đĩa về như cũ | |                      |                           |
| 1513 | "Chiếc vòng kết bạn" "Tomodachi no wa Nage" (友だちのワ投げ)                                             | 25 tháng 9 năm 1998  | 13 tháng 6 năm 2010       |
| Nobita kết bạn được với một bạn học mới chuyển đến lớp tên là Sabishima nhờ vào "Chiếc vòng kết bạn" của Doraemon | |                      |                           |
| 1514 | "Phù hiệu bạn là nhân vật chính" "An Taga Shuyaku Bajj I" (アンタガ主役バッジ)                           | 16 tháng 10 năm 1998 | 13 tháng 6 năm 2010       |
| Suneo không cho Nobita chơi trò chơi điện tử khiến cậu ấm ức. Vì vậy Doraemon đã cho cậu chơi thử trò Peter Pan trong "Bộ trải nghiệm nhân vật truyện tranh". Để thắng thuyền trưởng Hook, Doraemon đã gắn thêm "Phù hiệu bạn là nhân vật chính" cho Nobita / | |                      |                           |
| 1515 | "Từ điển dịch thuật" "Hon mo no Jiten" (ほんもの辞典)                                                    | 23 tháng 10 năm 1998 | 19 tháng 6 năm 2010       |
| Nobita mượn "Từ điển dịch thuật" của Doraemon đi tìm những loài vật liên quan đến mùa thu | |                      |                           |
| 1516 | "Tấm thảm trò chơi gia đình" "Mirai Mamagoto Shīto" (未来ままごとシート)                                 | 30 tháng 10 năm 1998 | 19 tháng 6 năm 2010       |
| Trong lúc chơi đá banh với Jaian và Suneo, Doraemon lỡ đá vỡ đồ chơi trò chơi gia đình của hai em nhỏ khiến chúng khóc. Doraemon đã đền lại cho hai em nhỏ "Tấm thảm trò chơi gia đình" | |                      |                           |
| 1517 | "Nobita làm thám tử" "Nobita Ha Mei Tantei?!" (のび太は名探偵?!)                                         | 6 tháng 11 năm 1998  | 20 tháng 6 năm 2010       |
| Suneo bị mất trộm tấm poster treo trong phòng nên đến nhờ Doraemon tìm giúp. Doraemon cùng Nobita đã dùng "Cỗ máy thời gian" đi về đêm poster bị mất trộm điều tra thủ phạm | |                      |                           |
| 1518 | "Mạo hiểm cùng Dora nhí" "Minidora to Dai Bouken" (ミニドラと大冒険)                                     | 13 tháng 11 năm 1998 | 20 tháng 6 năm 2010       |
| Suneo đi du lịch nên nhờ Nobita chăm sóc giùm con Hamster. Vì Hamster có hình dạng giống chuột khiến Doraemon hoảng loạn làm nó xổng lồng. Doraemon đã cử Dora nhí đi tìm với Nobita | |                      |                           |
| 1519 | "Sợi dây thừng hình rắn chính nghĩa" "Seigi no Sunēkurōpu" (正義のスネークロープ)                        | 20 tháng 11 năm 1998 | 26 tháng 6 năm 2010       |
| Bà Nobi vô tình làm đổ giỏ đựng "Sợi dây thừng hình rắn chính nghĩa" khiến chúng chạy gây rắc rối cho mọi người. May thay nhờ tiếng hát của Jaian chúng đã trở về giỏ như cũ | |                      |                           |
| 1520 | "Máy phát sóng đồng cảm" "Doujou Antena" (同情アンテナ)                                                  | 27 tháng 11 năm 1998 | 26 tháng 6 năm 2010       |
| Nobita muốn được mọi người xung quanh quan tâm nên Doraemon cho cậu mượn "Máy phát sóng đồng cảm" | |                      |                           |
| 1521 | "Yên ngựa thần kỳ" "Rodeosadoru" (ロデオサドル)                                                          | 4 tháng 12 năm 1998  | 27 tháng 6 năm 2010       |
| Nobita dùng "Yên ngựa thần kì" cưỡi trên lưng một con cá voi mắc cạn đưa nó về biển | |                      |                           |
| 1522 | "Con bọ làm ngã chõng gọng" "Na na Korobi Tentou Chuu" (ななころびてんとう虫)                            | 11 tháng 12 năm 1998 | 27 tháng 6 năm 2010       |
| Nobita không nhịn được cười khi nhìn thấy Jaian bị ngã khiến cậu ta nổi giận truy đuổi. Dù đã an toàn về đến nhà nhưng ngay lúc mẹ sai cậu đi chợ, Doraemon đã cho cậu mượn "Con bọ làm ngã chõng gọng" để Jaian khi nói từ có vần "en" sẽ bị ngã chõng gọng | |                      |                           |
| 1523* | "Đón Giáng sinh cùng chiếc túi của ông già Noel" "Santa Baggu de Kurisumasu" (サンタバッグで クリスマス) | 18 tháng 12 năm 1998 | Không phát sóng           |

### Năm 1999
| # | Tên tập phim | Ngày phát sóng gốc   | Ngày phát sóng tiếng Việt |
| --- | --- | -------------------- | ------------------------- |
| 1524 | "Trứng mặt trời" "Taiyou Tama Go" (太陽たまご) | 8 tháng 1 năm 1999   | 3 tháng 7 năm 2010        |
| Nobita nuôi "Trứng Mặt Trời" và đặt tên nó là Santa. Do bản chất nó là lửa nên mau lớn và gây nguy hiểm nên ông bà Nobi không cho nuôi nó trong nhà. Một hôm, nó nghe tin trên tivi nói có một thiên thạch sắp rơi xuống Trái Đất gây nguy hiểm cho mọi người nên nó đã hi sinh tính mạng bảo vệ mọi người | |                      |                           |
| 1525 | "Chuyến du hành trong giọt nước" "Mizutama Kapuseru no Tabi" (水玉カプセルの旅) | 15 tháng 1 năm 1999  | 3 tháng 7 năm 2010        |
| Để giúp Nobita hiểu được vai trò và ý nghĩa của nước sạch, Doraemon đã dẫn Nobita du hành trong "Giọt nước" | |                      |                           |
| 1526 | "Máy phát điện siêu năng lượng" "Hatsuden Ou Eneson" (発電王エネソン) | 22 tháng 1 năm 1999  | 4 tháng 7 năm 2010        |
| Doraemon đã gắn "Máy phát điện siêu năng lượng" lên một tàu điện cũ chở mọi người dạo phố | |                      |                           |
| 1527 | "Vòng dành cho những đứa trẻ hư" "Warui Ko Bando!?" (悪い子バンド!?) | 29 tháng 1 năm 1999  | 4 tháng 7 năm 2010        |
| Do làm việc tốt không được đền đáp mà còn mọi người nghi oan nên Nobita hạ quyết tâm sẽ trở thành một người xấu. Doraemon đã gắn "Vòng dành cho những đứa trẻ hư" khiến những việc xấu cậu làm đều trở thành tốt                                                                                           | |                      |                           |
| 1528 | "Thỏi son VIP" "VIP Kurīmu" (ＶＩＰクリーム) | 5 tháng 2 năm 1999   | 20 tháng 11 năm 2014      |
| Nobita đã dùng "Thỏi son VIP" để trở thành người rất quan trọng được ưu ái | |                      |                           |
| 1529 | "Valentine của Jaiko" "Jai Ko no Barentain" (ジャイ子のバレンタイン) | 12 tháng 2 năm 1999  | 20 tháng 11 năm 2014      |
| Jaiko có cảm tình muốn gửi quà tặng valentine một cậu con trai tên là Motetsuji nhưng ngại. Jaian đã đến nhờ Doraemon giúp | |                      |                           |
| 1530 | "Bột xà bông thể hiện mặt tốt" "Iito Ko Sekken" (イイト粉セッケン) | 19 tháng 2 năm 1999  | 24 tháng 11 năm 2014      |
| Vì muốn mẹ nhìn thấy mặt tốt của mình nên Nobita đã mượn "Bột xà bông thể hiện mặt tốt" của Doraemon | |                      |                           |
| 1531 | "Cậu bé Kotodama" "Kotodama Kun" (コトダマ君) | 12 tháng 3 năm 1999  | 24 tháng 11 năm 2014      |
| Doraemon đã cho Nobita mượn "Cậu bé Kotodama" bắt mọi người có trách nhiệm với lời hứa đã nói | |                      |                           |
| 1532 | "Miếng dán hoán đổi vai trò làm mẹ" "Sa ka sa Mama Wappen" (さかさママワッペン) | 19 tháng 3 năm 1999  | 25 tháng 11 năm 2014      |
| Doraemon đã dùng "Miếng dán hoán đổi vai trò làm mẹ" giúp những đứa con hiểu làm mẹ không dễ | |                      |                           |
| 1533* | "Ponpu Chika Shitsu de Machi o Tsukuro U" (ポンプ地下室で街をつくろう) | 26 tháng 3 năm 1999  | Không phát sóng           |
| 1534 | "Dây tiếp đất truyền hoảng loạn" "Panikku Āsu" (パニックアース) | 9 tháng 4 năm 1999   | 25 tháng 11 năm 2014      |
| Để có thể giúp Nobita giữ được bình tĩnh khi gặp tình huống nguy hiển, Doraemon cho cậu mượn "Dây tiếp đất truyền hoảng loạn" | |                      |                           |
| 1535 | "Cây hoàn thành nhiệm vụ" "Yat Ta Ki" (やった木) | 23 tháng 4 năm 1999  | 26 tháng 11 năm 2014      |
| Nobita lạm dụng nhiều vào "Cây hoàn thành nhiệm vụ" làm cho mọi người nghĩ rằng đã làm xong một việc nào đó khiến nó hết tác dụng, mọi chuyện trở về như cũ | |                      |                           |
| 1536 | "Chiếc ghế vạn năng" "Ōrumaiti.chea" (オールマイティ・チェア) | 30 tháng 4 năm 1999  | 27 tháng 11 năm 2014      |
| Nobita tự ý ngồi vào "Chiếc ghế vạn năng" mới mua của Doraemon. Nhưng mặc hàng bị lỗi Nobita không thể rời xuống ghế. Doraemon phải nhờ mọi người giúp. | |                      |                           |
| 1537 | "Mạng thông tin sốt dẻo" "Mimiyori Netto" (耳寄りネット) | 7 tháng 5 năm 1999   | 1 tháng 12 năm 2014       |
| Nobita - Jaian và Suneo thi tài truy tìm tội phạm bị cảnh sát truy nã. Với "Mạng thông tin sốt dẻo" cả nhóm nhanh chóng tìm ra chỗ ở của tội phạm | |                      |                           |
| 1538 | "Hạt tiêu động vật" "Animaru.peppā" (アニマル・ペッパー) | 14 tháng 5 năm 1999  | 2 tháng 12 năm 2014       |
| Jaian và Suneo sử dụng "Hạt tiêu động vật" tạo ra con cá sấu và gấu gây náo loạn khu phố. Doraemon đã tạo ra con voi để bắt chúng lại | |                      |                           |
| 1539 | "Cần điều khiển càng cua" "Kanitsumettā" (カニツメッター) | 21 tháng 5 năm 1999  | 3 tháng 12 năm 2014       |
| Jaian dùng "Cần điều khiển càng cua" cứu được một bé trai tên là Takeshi | |                      |                           |
| 1540 | "Quạt thay đổi tình huống" "Kaze Fuki Mawashi Ki" (風ふきまわし機) | 28 tháng 5 năm 1999  | 4 tháng 12 năm 2014       |
| Trên đường đi học về, Nobita chạy ngã vào Shizuka khiến cô ấy giận. Để làm hòa với Shizuka, Nobita đã mượn "Quạt thay đổi tình huống" của Doraemon | |                      |                           |
| 1541 | "Nam châm trả lại" "Okaeshi Ji Shaku" (おかえし じしゃく) | 4 tháng 6 năm 1999   | 8 tháng 12 năm 2014       |
| Nobita sử dụng "Nam châm trả lại" bắt mọi người bắt mọi người trả mọi thứ cho cậu | |                      |                           |
| 1542 | "Bộ bảo bối đuôi cọp" "Tora no o Setto" (トラの尾セット) | 11 tháng 6 năm 1999  | 9 tháng 12 năm 2014       |
| Doraemon cho Nobita mượn "Bộ bảo bối đuôi cọp" để có cảm giác hồi hộp gay cấn như khi giẫm lên đuôi cọp | |                      |                           |
| 1543 | "Đường trải hoa của Eiko" "Eikō no Kadou" (エイコーの花道) | 18 tháng 6 năm 1999  | 10 tháng 12 năm 2014      |
| Để ngăn buổi biểu diễn của Jaian, Doraemon đã dùng "Đường trải hoa của Eiko" để Jaian đi qua xuống tin thần không hát nữa | |                      |                           |
| 1544 | "Gậy đãng trí" "Wasuren Bou" (忘れん棒) | 25 tháng 6 năm 1999  | 11 tháng 12 năm 2014      |
| Suneo kể chuyện ma làm Nobita hoảng sợ nước trong lọ hoa đổ lên người. Để ngăn Jaian và Suneo kể cho mọi người, Doraemon đã dùng "Gậy đãng trí" | |                      |                           |
| 1545 | "Chim tung tin đồn theo gió" "Kaze no Uwasa Tori" (風のウワサ鳥) | 2 tháng 7 năm 1999   | 15 tháng 12 năm 2014      |
| Nobita nhặt được của rơi trên đường giao nộp cho cảnh sát nên đi học trễ nhưng không ai tin. Doraemon đã dùng "Chim loan tin đồn theo gió" để giúp Nobita | |                      |                           |
| 1546 | "Kẹo biến hình đầu đuôi" "Shiri Tori Henshin Kyandi" (しりとり 変身キャンディ) | 9 tháng 7 năm 1999   | 16 tháng 12 năm 2014      |
| Doraemon cho Nobita mượn "Kẹo biến hình đầu đuôi" để thoát khỏi Jaian và Suneo trong lúc đến nhà Shizuka | |                      |                           |
| 1547 | "Konta: Em trai của Nobita" "Nobita no Otouto Kon Futo!?" (のび太の弟コン太!?) | 16 tháng 7 năm 1999  | 17 tháng 12 năm 2014      |
| Trong lúc leo núi, Doraemon - Nobita - Shizuka đã cứu một cáo thoát khỏi những tay săn trộm động vật. Doraemon đã dùng "Súng biến hình" làm nó trở thành người tạm thời trốn khỏi những tay săn trộm. Sau đó, Nobita đưa nó về nhà chăm sóc và chơi đùa như em trai của cậu                                | |                      |                           |
| 1548 | "Bập bênh cân bằng" "Baransu Shīsō" (バランスシーソー) | 23 tháng 7 năm 1999  | 18 tháng 12 năm 2014      |
| Nobita dùng "Bập bênh cân bằng" để có được sự thông minh và tài giỏi như Dekisugi | |                      |                           |
| 1549 | "Chú ếch bốn mùa" "Shiki Kaeru" (四季カエル) | 30 tháng 7 năm 1999  | 22 tháng 12 năm 2014      |
| Doraemon cho Nobita mượn "Con ếch bốn mùa" để có thời tiết thuận lợi cho việc tập bơi | |                      |                           |
| 1550 | "Khẩu súng phát hiệu lệnh" "Yō Idon Pisutoru" (よーいどんピストル) | 6 tháng 8 năm 1999   | 23 tháng 12 năm 2014      |
| Nobita dùng "Khẩu súng phát hiệu lệnh" bắt mọi người thực hiện những điều đã hứa | |                      |                           |
| 1551 | "Yadokarin con ốc mượn hồn" "Yadokarin" (ヤドカリン) | 13 tháng 8 năm 1999  | 24 tháng 12 năm 2014      |
| Nobita lén lấy "Yadokarin" của Doraemon để có thể tạm trú miễn phí bất cứ đâu | |                      |                           |
| 1552 | "Bộ điều khiển thời gian" "Taimu Rimokon" (タイムリモコン) | 20 tháng 8 năm 1999  | 25 tháng 12 năm 2014      |
| Nobita mang theo "Bộ điều khiển thời gian" ra ngoài biển với Shizuka | |                      |                           |
| 1553 | "Cây kèn tạo vòi rồng" "Tatsu Maki Rappa" (たつまきラッパ) | 27 tháng 8 năm 1999  | 29 tháng 12 năm 2014      |
| Jaian đã vô tình dùng "Cây kèn tạo vòi rồng" tạo ra một xoáy nước khổng lồ gây nguy hiểm cho mọi người. May thay, Doraemon đã đưa nó ra ngoài vũ trụ bằng "Cánh cửa thần kì" | |                      |                           |
| 1554 | "Hơi gas trong suốt" "Nai Nai Supurē" (ないないスプレー) | 3 tháng 9 năm 1999   | 30 tháng 12 năm 2014      |
| Phòng Nobita bừa bộn nên mẹ Nobita bắt cậu phải dọn xong trong vòng 5 phút nếu không sẽ vứt bỏ đống truyện nên Doraemon xịt "Hơi gas trong suốt" tạm ẩn đi các thứ bừa bộn trong căn phòng | |                      |                           |
| 1555 | "Cánh tay tìm kiếm" "Sagashi Shu" (さがし手) | 10 tháng 9 năm 1999  | 1 tháng 1 năm 2015        |
| Nobita mượn "Cánh tay tìm kiếm" của Doraemon để giúp Shizuka tìm ghim cài áo bị rơi mất | |                      |                           |
| 1556 | "Đất nặn siêu cấp vô địch" "Sūpā Urutora Nen Do" (スーパー ウルトラねんど) | 17 tháng 9 năm 1999  | 5 tháng 1 năm 2015        |
| Doraemon cho Nobita mượn " Đất nặn siêu cấp vô địch" để nặn hình nộp cho thầy giáo. Nhưng trong lúc đi chơi cậu để hình nặn ngoài sân rồi trời mưa xuống hình nặn bị tan chảy | |                      |                           |
| 1557 | "Tai vách mạch rừng" "Kiki Mimi" (聞きミミ) | 24 tháng 9 năm 1999  | 6 tháng 1 năm 2015        |
| Nobita được bài kiểm tra 30 điểm nhưng không biết mẹ thấy có vui không nên Doraemon cho cậu mượn "Tai vách mạch rừng" để nghe những suy nghĩ trong lòng mẹ | |                      |                           |
| 1558 | "Bộ tàu điện của tôi" "Mai.Torein Setto" (マイ・トレインセット) | 1 tháng 10 năm 1999  | 7 tháng 1 năm 2015        |
| Doraemon dùng "Bộ tàu điện" đưa Nobita, Shizuka và Kaoru (em họ Shizuka) dạo quanh khu phố | |                      |                           |
| 1559* | "Cuộc đại mạo hiểm tại Công viên Safari của động vật không tưởng" "Kuusou Doubutsu Safari Pāku de Dai Bouken" (空想動物 サファリパークで大冒険) | 15 tháng 10 năm 1999 | Không phát sóng           |
| 1560 | "Chiếc khăn kết thúc" "Sutoppu Taoru" (ストップタオル) | 22 tháng 10 năm 1999 | 8 tháng 1 năm 2015        |
| Nobita dùng "Chiếc khăn kết thúc" vô tình làm hoãn trận đấu bóng chuyền tuyệt vời của Shizuka. Doraemon đã dùng "Cỗ máy thời gian" quay về thời điểm trước khi chiếc khăn bị rơi tráo với chiếc khăn thường và trận đấu vẫn tiếp diễn bình thường                                                          | |                      |                           |
| 1561 | "Miếng dán ma quỷ" "Mono Noke Wappen" (もののけワッペン) | 29 tháng 10 năm 1999 | 8 tháng 1 năm 2015        |
| Nobita dùng "Miếng dán ma quỷ" của Doraemon làm các vật biết nói chuyện trêu ghẹo mọi người | |                      |                           |
| 1562 | "Quả trứng hãy thực hiện điều ước" "Tamago ni Onegai" (タマゴにお願い) | 5 tháng 11 năm 1999  | 12 tháng 1 năm 2015       |
| Jaian và Suneo sai Bà chúa tuyết trong "Quả trứng nhân vật hư cấu" làm nhiều việc khiến bà nổi giận đóng băng cả hai. | |                      |                           |
| 1563 | "Nobita lúc ba tuổi như thế nào?" "Nobita 3 Sai!?" (のび太３さい!?) | 12 tháng 11 năm 1999 | 12 tháng 1 năm 2015       |
| Nobita gọi Tủ điện thoại yêu cầu" làm cho cậu trở thành đứa trẻ ba tuổi có trí tuệ học sinh lớp 5 | |                      |                           |
| 1564 | "Sợi dây gây lòng đố kỵ" "Ura Yama shi I" (ウラヤマしい) | 19 tháng 11 năm 1999 | 13 tháng 1 năm 2015       |
| Doraemon cho Nobita mượn "Sợi dây gây lòng đố kị" để khiến Suneo ghen tị mọi việc với cậu | |                      |                           |
| 1565 | "Nhà của chim sẻ ở đâu" "Suzume no o Yado Ha Doko Da?" (すずめのお宿はどこだ？) | 26 tháng 11 năm 1999 | 13 tháng 1 năm 2015       |
| Nobita đã giúp một bé nên được gia đình họ tặng quà nho nhỏ. Do tham lam Jaian đã đến xin quà to và kết quả là bị đau răng do ăn nhiều kẹo | |                      |                           |
| 1566 | "Bài tập về nhà của Sewashi" "Sewashirepōto" (セワシレポート) | 3 tháng 12 năm 1999  | 14 tháng 1 năm 2015       |
| Sewashi trong lúc đến khu phố nhà Nobita làm bài tập thầy giao vô tình làm Jaian và Suneo ghi hận. Sau đó Nobita muốn hoán đổi quần áo với Sewashi và kết quả là Nobita bị Jaian và Suneo đánh te tua | |                      |                           |
| 1567 | "Thẻ tích điểm việc tốt" "Ii Koto Pointo Kādo" (いいこと ポイントカード) | 10 tháng 12 năm 1999 | 14 tháng 1 năm 2015       |
| Nobita không tiền mua đồ chơi cậu thích nên Doraemon cho cậu mượn "Thẻ tích điểm việc tốt" để đổi quà | |                      |                           |
| 1568 | "Con muỗi Kachiusa" "Ka Chūsha" (蚊チューシャ) | 17 tháng 12 năm 1999 | 15 tháng 1 năm 2015       |
| Nobita đi học trễ giờ nên chạy vội vã nên làm đổ bình hoa lên người thầy giáo. Sợ mẹ biết sẽ cắt hết tiền tiêu vặt, Doraemon cho cậu mượn "Con muỗi Kachiusa" hút trí nhớ thầy giáo và mọi người | |                      |                           |
| SP30 | "Năm 2000 kỉ niệm 30 năm Doraemon xuất hiện! Doraemon bảo vệ tương lai! Nobita đại chiến binh đoàn kiến" "Doraemon Tanjou 30 Shuunen 2000 Nen Da Yo! Doraemon Mirai o Mamore! Nobita VS Ari Gundan" (ドラえもん誕生30周年 2000年だよ！ドラえもん 未来を守れ！のび太VSアリ軍団) | 31 tháng 12 năm 1999 | Không phát sóng           |

### Năm 2000
| # | Tên tập phim                                                                                          | Ngày phát sóng gốc   | Ngày phát sóng tiếng Việt |
| --- | --- | -------------------- | ------------------------- |
| 1569 | "Con ếch quay trở về" "Sonouchi Kaeru" (そのうちカエル)                                               | 14 tháng 1 năm 2000  | 15 tháng 1 năm 2015       |
| Nobita vừa bị mẹ mắng một trận vì bài kiểm tra 0 điểm nên cậu muốn bỏ nhà ra đi. Doraemon đã dùng "Con ếch quay trở về" làm cho cậu dù đi đâu cũng sẽ quay về nhà | |                      |                           |
| 1570 | "Chiếc nón dơi" "Koumori Kyappu" (こうもりキャップ)                                                   | 21 tháng 1 năm 2000  | 19 tháng 1 năm 2015       |
| Không biết nên đi chơi đánh cờ với Shizuka hay bóng chày với Jaian nên Doraemon cho Nobita mượn "Cái nón dơi" | |                      |                           |
| 1571 | "Kikki" "Kikkī" (キッキー)                                                                            | 28 tháng 1 năm 2000  | 19 tháng 1 năm 2015       |
| Nobita gắn "Kikki" lên người Jaian khiến cậu ta nhảy cẩng không chụp được bóng | |                      |                           |
| 1572 | "Trò chơi ca dao tục ngữ" "Kotowaza Gēmu" (ことわざゲーム)                                            | 4 tháng 2 năm 2000   | 20 tháng 1 năm 2015       |
| Để giúp Nobita hiểu được ý nghĩa của các câu ca dao tục ngữ Doraemon cho cậu mượn "Trò chơi ca dao tục ngữ" | |                      |                           |
| 1573 | "Cái loa đổi người khẩn cấp" "Pinchi Hittā.Megahon" (ピンチヒッター・メガホン)                        | 11 tháng 2 năm 2000  | 20 tháng 1 năm 2015       |
| Đội Jaian thắng trận bóng chày nhưng Nobita không vui nổi vì vào phút chót trận đấu, vị trí đánh bóng của cậu bị đổi cho Dekisugi | |                      |                           |
| 1574 | "Tai nghe ảo tưởng" "Omoikomimī" (オモイコミミー)                                                     | 18 tháng 2 năm 2000  | 21 tháng 1 năm 2015       |
| Doraemon cho Nobita mượn "Tai nghe ảo tưởng" để khống chế suy nghĩ làm cho mọi thứ trở nên dễ dàng khi đi trượt tuyết | |                      |                           |
| 1575 | "Đi tìm búp bê bị thất lạc" "O Hina Sama o Sagaso U!" (おひなさまを探そう！)                          | 3 tháng 3 năm 2000   | 21 tháng 1 năm 2015       |
| Thấy búp bê hoàng hậu của mẹ bị mất nên Doraemon và Nobita dùng "Cỗ máy thời gian" về quá khứ tìm hiểu thì biết được con búp bê đó được mẹ gửi tặng một người bạn tên là Natsuko. Khi Nobita và Doraemon về thì đúng lúc cô Natsuko trở lại Nhật Bạn thăm mẹ Nobita và cả hai chơi lại lễ hội búp bê như ngày xưa | |                      |                           |
| 1576 | "Hãy tặng thưởng nào" "Age Ma Shou" (あげま賞)                                                        | 17 tháng 3 năm 2000  | 22 tháng 1 năm 2015       |
| Doraemon dùng "Máy tặng giấy khen" để giúp Nobita một lần trong đời có giấy khen | |                      |                           |
| 1577* | "Nỗi oan của Nobita - Toà án robot" "Hashire Nobita! Robotto Saibansho" (走れのび太！ ロボット裁判所) | 24 tháng 3 năm 2000  | Không phát sóng           |
| 1578 | "Xe tuyển cử" "Senkyokā" (センキョカー)                                                               | 14 tháng 4 năm 2000  | 22 tháng 1 năm 2015       |
| Jaian mượn "Xe tuyển cử" của Doraemon đi giúp đỡ các bạn học trong lớp để nhận được phiếu bầu người đại diện của lớp | |                      |                           |
| 1579 | "Ánh đèn sân khấu" "Sutā Raito" (スターライト)                                                        | 28 tháng 4 năm 2000  | 26 tháng 1 năm 2015       |
| Nobita ước một lần trở thành một người hùng trước mặt mọi người nên Doraemon đã cho cậu mượn "Ánh đèn sân khấu" | |                      |                           |
| 1580 | "Máy một ngày trải nghiệm mọi thứ" "Ichi Nichi na N de mo Taiken Ki" (一日なんでも体験機)             | 5 tháng 5 năm 2000   | 26 tháng 1 năm 2015       |
| Để giúp Nobita hiểu được sự nhọc nhằn của ba, Doraemon đã cho cậu mượn "Máy một ngày trải nghiệm mọi thứ" | |                      |                           |
| 1581 | "Đèn thần làm ai cũng là thần đèn" "Dare Demo Majin Ranpu" (誰でもまじんランプ)                       | 12 tháng 5 năm 2000  | 27 tháng 1 năm 2015       |
| Nobita dùng " Đèn thần làm ai cũng là thần đèn" sai khiến Jaian làm nhiều việc cho cậu. Cuối cùng bí mật bị lộ, cậu tự biến mình làm thần đèn | |                      |                           |
| 1582 | "Chú chim xanh của Nobita" "Nobita no Aoi Tori" (のび太の青い鳥)                                      | 19 tháng 5 năm 2000  | 27 tháng 1 năm 2015       |
| Nobita luôn gặp xui xẻo nên Doraemon cho cậu mượn "Cây đèn Chiruchiru" và "Cây vợt Michiru" bắt lấy chú chim xanh may mắn cho mình | |                      |                           |
| 1583 | "Điều khiển bắt chước hình đậu phộng" "Sokkuri Kontorōrā" (そっくりコントローラー)                    | 26 tháng 5 năm 2000  | 28 tháng 1 năm 2015       |
| Vì Nobita không tập được xà đơn nên Jaian và Suneo bắt cậu phải đi tập huấn như vậy. Doraemon cho cậu mượn " Điều khiển bắt chước hình đậu phộng" bắt chước hành động của Jaian | |                      |                           |
| 1584 | "Hộp lưu giữ đồ thiệt" "Hon mo no Kandume" (ほんものカンヅメ)                                         | 2 tháng 6 năm 2000   | 28 tháng 1 năm 2015       |
| Trước nhà sửa đường ồn ào khiến Nobita không làm bài được. Doraemon đã dùng "Máy ghi âm" hút tiếng ồn. Thêm vào đó sử dụng "Hộp lưu giữ đồ thiệt" và "Máy tạo không gian" cho Nobita có cảm hứng làm bài | |                      |                           |
| 1585 | "Ông Bụt dẫn đường" "Michibiki Jizou" (みちびきジゾウ)                                                | 9 tháng 6 năm 2000   | 29 tháng 1 năm 2015       |
| Vì sợ Nobita leo núi cùng các bạn bị lạc đường nên Doraemon cho cậu mượn " Ông Bụt dẫn đường". | |                      |                           |
| 1586 | "Chiếc áo Happy" "Happī" (ハッピー)                                                                   | 16 tháng 6 năm 2000  | 29 tháng 1 năm 2015       |
| Để giúp Nobita tìm được niềm vui trong cuộc sống Doraemon cho cậu mặc "Chiếc áo Happy" | |                      |                           |
| 1587 | "Kem thoa mình đồng da sắt" "Tetsu Kinniku Kurīmu" (鉄筋肉クリーム)                                   | 23 tháng 6 năm 2000  | 2 tháng 2 năm 2015        |
| Nobita thoa quá nhiều "Kem thoa mình đồng da sắt" khiến cơ thể nặng trĩu | |                      |                           |
| 1588 | "Nón dịch chuyển đầu đuôi" "Shiri Tori Terepōtēshon" (しりとり テレポーテーション)                    | 7 tháng 7 năm 2000   | 2 tháng 2 năm 2015        |
| Trong giờ ăn tại trường, Nobita làm đổ thức ăn lên người Jaian khiến cậu ta tức giận. Tan trường, Vì muốn đến nhà Shizuka an toàn cậu đã mượn "Nón dịch chuyển đầu đuôi" | |                      |                           |
| 1589 | "Chai nhựa biết trả lời" "O Henji Pettobotoru" (おへんじペットボトル)                                 | 14 tháng 7 năm 2000  | 3 tháng 2 năm 2015        |
| Suneo lừa lấy "Chai nhựa biết trả lời" hút Jaian và mọi người vào trong. May thay, Doraemon đã thoát ra ngoài nhờ "Túi thần kì", sau đó tráo chai nhựa thường với chai của Suneo. Doraemon đã thả mọi người ra hết trừ Jaian và Suneo                                                                             | |                      |                           |
| 1590 | "Dây đai có sức mạnh động vật" "Animarupawāberuto" (アニマルパワーベルト)                             | 21 tháng 7 năm 2000  | 3 tháng 2 năm 2015        |
| Nobita đã dùng "Dây đai có sức mạnh động vật" đi giúp đỡ mọi người | |                      |                           |
| 1591 | "Con thuyền giấc mơ" "Yume Bōto" (夢ボート)                                                           | 28 tháng 7 năm 2000  | 4 tháng 2 năm 2015        |
| Shizuka thường mơ thấy có một con quái vật hai đầu truy sát mình rất đáng sợ. Vì vậy Doraemon và Nobita đã dùng "Con thuyền giấc mơ" đi vào giấc mơ Shizuka tiêu diệt quái thú | |                      |                           |
| 1592 | "Tấm gương khao khát" "Akogare Mirā" (あこがれミラー)                                                 | 4 tháng 8 năm 2000   | 4 tháng 2 năm 2015        |
| Doraemon, Nobita, Suneo và Jaian dùng "Tấm gương khao khát" làm cho mình trở nên đẹp hơn | |                      |                           |
| 1593 | "Hình xếp sống động" "Poppu Ori ga Mi" (ポップおりがみ)                                               | 11 tháng 8 năm 2000  | 5 tháng 2 năm 2015        |
| Doraemon cùng Nobita và Shizuka đã tạo ra một thiên đường thú giấy origami bằng "Hình xếp sống động" ở sau núi. | |                      |                           |
| 1594 | "Chúng ta cùng tắm biển nào" "Kaisuiyoku He Iko U" (海水浴へ行こう)                                   | 18 tháng 8 năm 2000  | 5 tháng 2 năm 2015        |
| Thời tiết oi bức mẹ Nobita quyết định cho cả nhà đi biển. Vì tàu cuối tuần đông nghẹt nên Doraemon đã dán "Vé tàu siêu tốc" lên cửa kính biến căn nhà thành một đoàn tàu | |                      |                           |
| 1595 | "Con bọ chét gây cười" "Kusuguri nomi" (くすぐりノミ)                                                 | 2 tháng 8 năm 2000   | 9 tháng 2 năm 2015        |
| Doraemon dùng "Bộ đồ dùng tìm kiếm sân chơi" giúp Nobita tìm đất trống chơi đánh cầu. Vì nhìn chủ đất có vẻ khó tính nên Doraemon sử dụng "Con bọ chét gây cười" làm ông ấy vui vẻ | |                      |                           |
| 1596 | "Điều ước của Maho" "Maho Chan no Negai" (マホちゃんの願い)                                           | 1 tháng 9 năm 2000   | 9 tháng 2 năm 2015        |
| Doraemon giúp hàn gắn lại mối quan hệ giữa ca sĩ Maho và người ông | |                      |                           |
| 1597 | "Robot phúc thần" "Robotto Fukunokami" (ロボット福の神)                                               | 8 tháng 9 năm 2000   | 10 tháng 2 năm 2015       |
| Suneo tự ý lấy "Robot phúc thần" đang hỏng của Doraemon sử dụng nên gặp xui xẻo | |                      |                           |
| 1598 | "Xe robot hay thay đổi" "Kimagure Roboka" (きまぐれロボカ)                                            | 15 tháng 9 năm 2000  | 10 tháng 2 năm 2015       |
| Doraemon chở Nobita đến hồ Niotan bằng "Xe robot". Trong lúc chở Jaian và Suneo chạy đua nó thấy có một chiếc xe đẹp nên đuổi theo bỏ trận đấu | |                      |                           |
| 1599* | "Kỳ nghỉ hè của Jaian" "Jaian no Natsuyasumi" (ジャイアンの夏休み)                                    | 13 tháng 10 năm 2000 | Không phát sóng           |
| 1600 | "Búp bê thiên thần biết lắng nghe" "Kikitodoke Enzeru" (聞きとどけエンゼル)                           | 20 tháng 10 năm 2000 | 11 tháng 2 năm 2015       |
| Suneo cướp lấy "Búp bê thiên thần biết lắng nghe" nói là muốn chạy nhanh hơn tất cả mọi người nên bắt chạy đi mãi | |                      |                           |
| 1601 | "Cái mũ chim" "Bādo Kyappu" (バードキャップ)                                                          | 27 tháng 10 năm 2000 | 11 tháng 2 năm 2015       |
| Nobita mượn "Cái mũ chim" của Doraemon để có thể dễ dàng tiếp cận với những chú chim | |                      |                           |
| 1602 | "Sổ tay nghiêm túc" "Chan Toshi Te Chou" (チャントシてちょう)                                         | 3 tháng 11 năm 2000  | 12 tháng 2 năm 2015       |
| Nobita lừa Jaian nói là "Sổ tay nghiêm túc" có thể giúp ta thoát nguy hiểm nếu ta nhập các tình huống nguy hiểm vào đó | |                      |                           |
| 1603 | "Nobita là thủ lĩnh trẻ con" "Nobita ga Gaki Taishou?" (のび太がガキ大将？)                           | 10 tháng 11 năm 2000 | 12 tháng 2 năm 2015       |
| Jaian và Nobita nhờ Doraemon giúp hoán đổi vai trò cho nhau vì cả hai đều đang gặp rắc rối với bài kiểm tra điểm 0 | |                      |                           |
| 1604 | "Bong bóng sinh đôi" "Futa Go Fuusen" (ふたごふうせん)                                                | 17 tháng 11 năm 2000 | 16 tháng 2 năm 2015       |
| Jaian đã dùng "Bong bóng sinh đôi" để tạo ra người anh em song sinh đánh trận bóng chày | |                      |                           |
| 1605 | "Bong bóng khổng lồ" "Deka Bon" (デカボン)                                                            | 24 tháng 11 năm 2000 | 16 tháng 2 năm 2015       |
| Doraemon đã dùng "Máy bong bóng khổng lồ" tạo ra những quả bong bóng khổng lồ mọi người có thể chui vào | |                      |                           |
| 1606 | "Máy tạo mây kẹo bông" "Wata Ame Shiki Kumo Seizou Ki" (ワタアメ式雲製造機)                           | 1 tháng 12 năm 2000  | 17 tháng 2 năm 2015       |
| Doraemon dùng "Máy tạo mây kẹo bông" tạo ra cơn lốc cuốn Jaian khỏi buổi biểu diễn ca nhạc | |                      |                           |
| 1607 | "Chiếc quần thám hiểm" "Tanken Zubon" (探険ズボン)                                                    | 8 tháng 12 năm 2000  | 17 tháng 2 năm 2015       |
| Nobita làm ướt hết quần nên Doraemon cho cậu mượn "Chiếc quần thám hiểm" | |                      |                           |
| 1608 | "Tảng đá thần của mẹ" "Mama no Iwato" (ママの岩戸)                                                    | 15 tháng 12 năm 2000 | 18 tháng 2 năm 2015       |
| Thấy mẹ bị bắt làm việc không ngơi nghỉ, Dorami giúp mẹ trốn trong "Tảng đá thần của mẹ" | |                      |                           |

### Năm 2001
| # | Tên tập phim                                                                       | Ngày phát sóng gốc   | Ngày phát sóng tiếng Việt |
| --- | ---------------------------------------------------------------------------------- | -------------------- | ------------------------- |
| 1609 | "Đốm theo dõi" "Tsui Seki Pochi" (ついせきポチ)                                    | 12 tháng 1 năm 2001  | 18 tháng 2 năm 2015       |
| Thấy Suneo có những hành động đáng ngờ, Jaian mượn "Chú chó robot theo dõi" của Doraemon và phát hiện Suneo đang chăm sóc một đàn chồn Tanuki |                                                                                    |                      |                           |
| 1610 | "Trò chơi thực tế ảo" "Bācharugēmubōdo" (バーチャル ゲームボード)                  | 19 tháng 1 năm 2001  | 19 tháng 2 năm 2015       |
| Nobita khiêu khích Jaian và Suneo chơi "Trò chơi thực tế ảo" ở cấp cao nhất nên Jaian và Suneo bị quái thú đánh bại |                                                                                    |                      |                           |
| 1611 | "Nobiko xuất hiện" "Nobiko Toujou!" (のび子登場！)                                 | 26 tháng 1 năm 2001  | 19 tháng 2 năm 2015       |
| Nobita muốn có em gái nên Doraemon đã dùng "Máy chế tạo robot" tạo ra |                                                                                    |                      |                           |
| 1612 | "Con voi biến hình" "Hon mono Da Zou" (ほんものだゾウ)                             | 2 tháng 2 năm 2001   | 1 tháng 6 năm 2015        |
| Suneo khoe khoang về tấm hình và chữ ký chị Rukari khiến Nobita ghen tị. Doraemon cho Nobita "Con voi biến hình" biến ra chị Rukari chọc tức Suneo |                                                                                    |                      |                           |
| 1613 | "Kẹo cao su biến hình" "Henshin Fuusen Gamu" (へんしん風船ガム)                    | 9 tháng 2 năm 2001   | 1 tháng 6 năm 2015        |
| Terano dùng con chó Bun to con trêu ghẹo mọi người nên Doraemon đã cho Nobita mượn "Kẹo cao su biến hình" thổi con chó cao khổng lồ làm Terano sợ nhớ đời |                                                                                    |                      |                           |
| 1614 | "Găng tay giúp đỡ" "O Tasuke Sunō Tebukuro" (お助けスノー手袋)                     | 23 tháng 2 năm 2001  | 2 tháng 6 năm 2015        |
| Doraemon và Nobita dùng "Găng tay giải cứu" và "Đích ngắm" nặn tuyết ném Jaian và Suneo |                                                                                    |                      |                           |
| 1615 | "Mamanet mạng lưới các bà mẹ" "Mama Netto" (ママネット)                            | 2 tháng 3 năm 2001   | 2 tháng 6 năm 2015        |
| Doraemon đã thiết lập ra Mạng lưới các bà mẹ để giúp đỡ những đứa con khi gặp khó khăn |                                                                                    |                      |                           |
| 1616 | "Máy ảnh giữ đồ" "Tojikame" (トジカメ)                                             | 16 tháng 3 năm 2001  | 3 tháng 6 năm 2015        |
| Nobita đã lưu giữ chiếc xe mới của Sunekichi trong tấm hình bằng "Máy ảnh giữ đồ". |                                                                                    |                      |                           |
| 1617* | "Bồ công anh ơi, bay lên nào" "Tanpopo Sora o Iku" (タンポポ空を行く)              | 23 tháng 3 năm 2001  | Không phát sóng           |
| 1618 | "Dây đai vô địch" "Chanpon Beruto" (ちゃんぽんベルト)                              | 13 tháng 4 năm 2001  | 3 tháng 6 năm 2015        |
| Doraemon cho Nobita mượn "Dây đai vô địch Hằm bà lằng" để thi đấu giành phần thưởng |                                                                                    |                      |                           |
| 1619 | "Vòng kim cô hứa hẹn" "Yakusoku Ringu" (約束リング)                                | 27 tháng 4 năm 2001  | 4 tháng 6 năm 2015        |
| Nobita đeo "Vòng kim cô hứa hẹn" để không đi học không trễ giờ |                                                                                    |                      |                           |
| 1620 | "Vua ếch hoán đổi" "Onegai! Gaman Daiou" (お願い！ガマン大王)                      | 4 tháng 5 năm 2001   | 4 tháng 6 năm 2015        |
| Nobita làm "Vua ếch hoán đổi" bị say rượu |                                                                                    |                      |                           |
| 1621 | "Trò chơi dịch chuyển" "Tourui Gēmu" (盗塁ゲーム)                                  | 11 tháng 5 năm 2001  | 5 tháng 6 năm 2015        |
| Nobita làm đội bóng Jaian thua đội Terano khiến Jaian tức giận. Doraemon đã cho cậu mượn "Bộ dịch chuyển thần kì" thoát khỏi Jaian |                                                                                    |                      |                           |
| 1622 | "Radar giải nhất" "Ittou Shou Rēdā" (一等賞レーダー)                               | 18 tháng 5 năm 2001  | 5 tháng 6 năm 2015        |
| Doraemon dùng "Radar giải nhất" dò tìm lại giải nhất Nobita từng nhận được |                                                                                    |                      |                           |
| 1623 | "Chiếc hộp đưa thư" "Densho Bako" (伝書バコ)                                       | 25 tháng 5 năm 2001  | 8 tháng 6 năm 2015        |
| Nobita tìm thấy một chú chim bồ câu bị thương nên đem về chăm sóc. Sau khi nó khoẻ Nobita, ba và Doraemon đưa nó về và báo tin qua "Chiếc hộp đưa thư" cho mọi người biết |                                                                                    |                      |                           |
| 1624 | "Hạt đậu thần kỳ" "Jakku Mame" (ジャック豆)                                        | 1 tháng 6 năm 2001   | 8 tháng 6 năm 2015        |
| Doraemon đã dùng "Hạt đậu thần kì" đưa mẹ lên tít tận mây xanh không có mưa để phơi quần áo |                                                                                    |                      |                           |
| 1625 | "Đèn pin hoán đổi" "Irekae Raito" (入れ替えライト)                                 | 8 tháng 6 năm 2001   | 9 tháng 6 năm 2015        |
| Nobita dùng "Đèn pin hoán đổi" làm Jaian và Suneo hiểu được cảm giác người hậu đậu |                                                                                    |                      |                           |
| 1626 | "Bộ dụng cụ robot giống y đúc" "Sokkuri Robotto Kitto" (そっくり ロボットキット)   | 15 tháng 6 năm 2001  | 9 tháng 6 năm 2015        |
| Doraemon đi kiểm tra sức khoẻ định kì nhưng không yên tâm về Nobita nên nhờ các Doramini điều khiển "Bộ dụng cụ robot giống y đúc" Doraemon cho Nobita an tâm |                                                                                    |                      |                           |
| 1627 | "Đồng hồ tăng tốc" "Supīdoappu Tokei" (スピードアップ時計)                         | 22 tháng 6 năm 2001  | 10 tháng 6 năm 2015       |
| Nobita làm việc gì cũng chậm chạp hơn mọi người nên Doraemon cho cậu mượn " Đồng hồ tăng tốc" để làm mọi việc nhanh hơn |                                                                                    |                      |                           |
| 1628 | "Máy dự báo cảm xúc" "Ningen Tenki Yohou" (人間天気予報)                           | 29 tháng 6 năm 2001  | 10 tháng 6 năm 2015       |
| Nobita muốn xin tiền mẹ mua đôi giầy mới nhưng không biết có xin được nên Doraemon cho cậu mượn "Máy dự báo cảm xúc" |                                                                                    |                      |                           |
| 1629 | "Chiếc búa giúp phân thân" "Bunshin ni Omakase" (分身におまかせ)                   | 6 tháng 7 năm 2001   | 11 tháng 6 năm 2015       |
| Nobita và Doraemon dùng "Chiếc búa phân thân" tạo ra bản sao trông nhà còn bản thân ra ngoài chơi đùa. Kết cuộc là bản sao được mẹ dắt đi ăn nhà hàng vì làm việc tốt |                                                                                    |                      |                           |
| 1630 | "Máy ảnh thời gian" "Taimu Kamera" (タイムカメラ)                                  | 13 tháng 7 năm 2001  | 11 tháng 6 năm 2015       |
| Doraemon dùng "Máy ảnh thời gian" chụp ảnh quá khứ giúp một ông cụ nhớ về tuổi thơ một thời |                                                                                    |                      |                           |
| 1631 | "Câu chuyện bé sẻ" "Chun Futoshi" (チュン太)                                       | 3 tháng 8 năm 2001   | 12 tháng 6 năm 2015       |
| Nobita tìm thấy một chú chim sẻ bị thương ở sau núi nên cậu đem nó về chăm sóc. Khi nó khoẻ, cậu đã thả nó đi |                                                                                    |                      |                           |
| 1632 | "Chiếc vòng hoán đổi vị trí" "Ire ka wa Ringu" (入れかわリング)                    | 10 tháng 8 năm 2001  | 12 tháng 6 năm 2015       |
| Để Nobita thấu hiểu làm mèo cũng có nỗi khổ riêng nên Doraemon đã dùng "Chiếc vòng hoán đổi thần kì" đổi vai với con mèo Yuki |                                                                                    |                      |                           |
| 1633 | "Viên phấn dịch chuyển thần kỳ" "Riniamōtāchōku" (リニア モーターチョーク)         | 17 tháng 8 năm 2001  | 15 tháng 6 năm 2015       |
| Bà Nobi làm rơi con dấu sau tủ nhưng không lấy ra được nên Doraemon dùng "Viên phấn dịch chuyển thần kì" lấy nó ra |                                                                                    |                      |                           |
| 1634 | "Áo giáp Sieg Fried" "Jīku Furīto" (ジークフリート)                                | 24 tháng 8 năm 2001  | 15 tháng 6 năm 2015       |
| Đội bóng Jaian vô tình đá bóng trúng một người ở phố trên. Mặc dù cả đội xin lỗi nhưng cậu ta không đồng ý mà còn gây sự. Vì Jaian đánh không lại nên Nobita về nhà và mượn được "Áo giáp Sieg Fried" dù đánh bao nhiêu nhưng không đau của Doraemon |                                                                                    |                      |                           |
| 1635 | "Kem bơi lội" "Donburakurīmu" (ドンブラクリーム)                                   | 31 tháng 8 năm 2001  | 16 tháng 6 năm 2015       |
| Nobita không biết bơi nên khiến Jaian và Suneo chế giễu, Doraemon cho cậu mượn "Kem bơi lội" để tập bơi |                                                                                    |                      |                           |
| 1636 | "Găng tay cù léc" "Kochokocho Tebukuro" (コチョコチョ手袋)                         | 7 tháng 9 năm 2001   | 16 tháng 6 năm 2015       |
| Jaian và Suneo cù léc Nobita làm hỏng bánh mới mua đãi khách nên Doraemon cho Nobita mượn "Găng tay cù léc" phục thù. |                                                                                    |                      |                           |
| 1637 | "Cây quạt thổi bay trí nhớ" "Wasure Uchiwa" (忘れうちわ)                           | 14 tháng 9 năm 2001  | 17 tháng 6 năm 2015       |
| Chuyến đi dã ngoại cả nhà Jaian bị hoãn lại do mẹ cậu phát hiện ra bài kiểm tra 0 điểm của Jaian khiến Jaiko rất buồn. Jaian đã đến nhờ Doraemon làm mẹ cậu quên bài kiểm tra và tiếp tục chuyến đi. Doraemon cho cậu mượn "Cây quạt thổi bay trí nhớ" |                                                                                    |                      |                           |
| 1638 | "Cây kèn của thiên thần" "Tenshi no Rappa" (天使のラッパ)                          | 21 tháng 9 năm 2001  | 17 tháng 6 năm 2015       |
| Nobita kêu vô tình làm Jaian ngã, Jaian đổ lỗi và truy đuổi cậu. Doraemon cho cậu mượn "Cây kèn của thiên thần" để thổi ai nghe thì người đó sẽ hiền dịu như thiên thần |                                                                                    |                      |                           |
| 1639* | "Nobita no Go Senzo Sama" (のび太のご先祖さま)                                     | 6 tháng 10 năm 2001  | Không phát sóng           |
| 1640 | "Máy ghi ước mơ" "Yumekōdā" (ユメコーダー)                                         | 12 tháng 10 năm 2001 | 18 tháng 6 năm 2015       |
| Nobita muốn biết ước mơ của Shizuka là gì nên Doraemon đã cho cậu mượn "Máy ghi ước mơ" để xem Shizuka nghĩ gì và thấy được Shizuka đang ao ước sau này lớn lên sẽ có một bạch mã hoàng tử đến cầu hôn |                                                                                    |                      |                           |
| 1641 | "Đồng hồ ngưng đọng thời gian" "Urutora Sutoppuwocchi" (ウルトラ ストップウォッチ) | 19 tháng 10 năm 2001 | 18 tháng 6 năm 2015       |
| Sáng tỉnh dậy, Nobita chợt nhớ cậu quên làm bài tập nên luống cuống khóc lóc inh ỏi nên Doraemon dùng " Đồng hồ ngưng đọng thời gian" để đóng thời gian hiện tại để Nobita có thời gian làm xong bài. Nhưng sau đó Nobita đã dùng đó để nghịch mọi người nên Doraemon đã bày kế nói dối rằng nếu dùng nó nhiều sẽ bị già trước tuổi khiến Nobita sợ thoát tim và ngưng trêu đùa mọi người. |                                                                                    |                      |                           |
| 1642 | "Quả banh tìm người" "Sūpā Kyacchibōru" (スーパー キャッチボール)                  | 26 tháng 10 năm 2001 | 19 tháng 6 năm 2015       |
| Doraemon cho Nobita mượn "Quả banh tìm người" để đi chơi núi Phú Sĩ trong lúc đi khám sức khoẻ định kì. Trong lúc đi tắt tham quan hang động trên núi cả nhóm bị lạc may thay có "Quả banh tìm người" giúp tìm Doraemon. |                                                                                    |                      |                           |
| 1643 | "Máy tạo nỗi sợ hãi" "Nigate o Tsukuc Cha e!" (苦手を作っちゃえ！)                 | 2 tháng 11 năm 2001  | 19 tháng 6 năm 2015       |
| Jaian và Suneo dùng chiếc hộp đựng sâu rớm hù dọa Nobita sợ hoảng hốt. Doraemon cho Nobita mượn "Máy tạo nỗi sợ hãi" phục thù |                                                                                    |                      |                           |
| 1644 | "Chiếc nón xuyên thấu" "Toorinuke Kyappu" (通り抜けキャップ)                       | 9 tháng 11 năm 2001  | 22 tháng 6 năm 2015       |
| Shizuka mời Nobita đến nhà ăn bánh nhưng vì Nobita ba ngày liên tiếp không làm bài tập nên bà Nobi cấm đi chơi. Nobita vòi vĩnh được "Chiếc nón xuyên thấu" của Doraemon để trốn ra ngoài |                                                                                    |                      |                           |
| 1645 | "Con đường hạnh phúc" "Ukiukikuyokuyo" (ウキウキクヨクヨ)                          | 16 tháng 11 năm 2001 | 22 tháng 6 năm 2015       |
| Nobita dùng "Con đường hạnh phúc" ngăn buổi biểu diễn ca nhạc của Jaian |                                                                                    |                      |                           |
| 1646 | "Một ngày xui xẻo của Nobita" "Nobita Ha Anrakkī" (のび太は アンラッキー)          | 23 tháng 11 năm 2001 | 23 tháng 6 năm 2015       |
| Nobita liên tục gặp xui xẻo trong ngày nên Doraemon cho cậu mượn "Khẩu súng may mắn" có ba viên đỏ may mắn và một viên đen xui xẻo. Vì cậu do dự bắn nên bỏ lỡ hết viên may mắn |                                                                                    |                      |                           |
| 1647 | "Mạnh mẽ lên Uranari à" "Gan Bare Ura Nari Kun" (ガンバレ うらなりくん)            | 30 tháng 11 năm 2001 | 23 tháng 6 năm 2015       |
| Ba Uranari đi công tác xa nên bỏ cậu ở nhà khiến cậu buồn xa lánh mọi người. Rồi Shizuka nhặt được tấm hình cậu làm rớt rồi đem đi trả. Để giúp Uranari không còn buồn nữa nên Nobita đã mượn "Gương thần theo dõi dấu vết" giúp hai cha con cậu có thể nhìn thấy nhau và trò chuyện qua gương                                                                                             |                                                                                    |                      |                           |
| 1648 | "Chịu đấm ăn xôi" "Poka Ri = 100 En" (ぽかり＝100円)                               | 7 tháng 12 năm 2001  | 24 tháng 6 năm 2015       |
| Doraemon cho mọi người mượn "Máy bồi thường thiệt hại" để khi bị Jaian đánh sẽ nhận được số tiền đền bù tương ứng |                                                                                    |                      |                           |
| 1649 | "Súng không khí vô hình" "Kuuki Pisutoru" (空気ピストル)                           | 14 tháng 12 năm 2001 | 24 tháng 6 năm 2015       |
| Thấy Nobita có tài thiện xạ nên Doraemon cho cậu mượn "Súng không khí vô hình" tổ chức cuộc thi vua thiện xạ với mọi người và cuối cùng Nobita thắng cuộc |                                                                                    |                      |                           |

### Năm 2002
| # | Tên tập phim                                                                                       | Ngày phát sóng gốc   | Ngày phát sóng tiếng Việt |
| --- | -------------------------------------------------------------------------------------------------- | -------------------- | ------------------------- |
| 1650 | "Ná bắn Bungy" "Banjīkataparuto" (バンジーカタパルト)                                              | 11 tháng 1 năm 2002  | 25 tháng 6 năm 2015       |
| Bịch thức ăn của Nobita bị một con chó gặm đi, Nobita chạy về nhà nhờ Doraemon giúp lấy lại. Doraemon cho cậu mượn "Ná bắn Bungy" lấy lại thức ăn. Sau đó bảo bối bị Jaian chiếm đoạt lấy hết đồ của mọi người. Doraemon đã dùng "Cánh cửa thần kì" đưa "Ná bắn Bungy" vào rừng sâu cho Jaian một bài học nhớ đời | |                      |                           |
| 1651 | "Tuyên ngôn độc lập của Nobita!" "Nobita Dokuritsu Sengen" (のび太独立宣言)                        | 18 tháng 1 năm 2002  | 25 tháng 6 năm 2015       |
| Nobita hạ quyết tâm tiết kiệm tiền để thuê phòng chung cư sống độc lập. Thấy vậy Doraemon cho cậu mượn "Cánh cửa xoay phòng" đến một chung cư tạo ra căn phòng số 4 để ở. | |                      |                           |
| 1652 | "Máy chuyển đổi chất liệu" "Ie ga Kunyakunya!!" (家がクニャクニャ!!)                               | 25 tháng 1 năm 2002  | 26 tháng 6 năm 2015       |
| Nobita dùng " Đèn chuyển đổi chất liệu" biến cửa kính nhà ông Kaminari thành kim loại để khi bị bóng rơi vào không vỡ. Sau đó cậu đi chơi bóng chày và nhờ vào bảo bối này cậu đã đánh bóng trúng giúp đội Jaian thắng. Rồi Jaian và Suneo lấy nó, trong lúc cả hai tranh giành nhau thì đèn rơi xuống đường biến nhà Jaian thành vải và đèn bị vỡ ra                                                                                 | |                      |                           |
| 1653 | "Đâu mới là may mắn" "Docchi ga Rakkī?" (っちがラッキー？)                                         | 1 tháng 2 năm 2002   | 26 tháng 6 năm 2015       |
| Nobita mải mê ngắm "Máy tiên tri theo thời gian" để xem làm việc nào trước tốt hơn nên đã xuống ăn sáng trễ và chuyến đi xem phim không diễn ra như những gì cậu thấy trước đó | |                      |                           |
| 1654 | "Thẻ bài hướng nghiệp" "Shokugyou Tesuto Kādo" (職業テストカード)                                  | 8 tháng 2 năm 2002   | 29 tháng 6 năm 2015       |
| Doraemon cho Nobita mượn "Thẻ bài hướng nghiệp" để trải nghiệm cuộc sống của người thầy, chủ cửa hàng sách và họa sĩ | |                      |                           |
| 1655 | "Ngân hàng thời gian" "Taimu Banku" (タイムバンク)                                                 | 22 tháng 2 năm 2002  | 29 tháng 6 năm 2015       |
| Do mải mê vay thời gian từ "Ngân hàng thời gian" nên Nobita đã bị ngân hàng trừ ba tiếng khiến cậu không được xem hoạt hình yêu thích và cơm tối | |                      |                           |
| 1656 | "Rắc rối lớn của Shizuka" "Shizuka Chan, Dai Pinchi!" (しずかちゃん、大ピンチ)                     | 1 tháng 3 năm 2002   | 30 tháng 6 năm 2015       |
| Shizuka nuốt nhầm viên kẹo trúng thưởng đi Thụy Sĩ của mẹ nên đến nhà Nobita nhờ Doraemon giúp. Doraemon cùng Nobita vào "Tàu ngầm dịch chuyển" vào bụng Shizuka lấy viên kẹo. Nhưng khi lấy ra Nobita đùa quá lố khiến Shizuka nổi giận | |                      |                           |
| 1657 | "Siêu xe từ máy hút bụi" "Sou Ji Ki Sūpā Kā" (そうじ機 スーパーカー)                               | 15 tháng 3 năm 2002  | 30 tháng 6 năm 2015       |
| Nobita bị điểm kém nên bị mẹ bán truyện tranh, cấm xem tivi và không được ngồi lên siêu xe của anh Sunekichi. Thấy tội nên Doraemon dùng "Loa thôi miên đồ vật" biến cửa kính thành tivi, Nobita biến bài tập toán thành truyện, thảm nhà thành thảm bay.... Cuối cùng Nobita biến máy hút bụi thành siêu xe để lên mặt với Suneo. Khi về nhà Nobita và Doraemon gặp rắc rối với mẹ                                                   | |                      |                           |
| 1658 | "Quả trứng thiên tài" "Tensai Eggu" (天才エッグ)                                                   | 22 tháng 3 năm 2002  | 1 tháng 7 năm 2015        |
| Nobita muốn trở trải nghiệm cuộc sống của một thiên tài nên Doraemon đã dùng "Quả trứng thiên tài" biến cậu thành thiên tài nhưng vì khi làm thiên tài phải đánh đổi thứ quý giá nhất của bản thân nên cậu không muốn thành thiên tài | |                      |                           |
| 1659* | "Nazo no Yon Jigen Kaban" (謎の四次元カバン)                                                       | 30 tháng 3 năm 2002  | Không phát sóng           |
| 1660 | "Cuốn tập phác họa" "Sukecchi Bakku" (スケッチバック)                                              | 19 tháng 4 năm 2002  | 1 tháng 7 năm 2015        |
| Trên đường đi mẹ Nobita gặp một người rất quen nhưng không nhớ là ai nên Doraemon cho mẹ mượn "Cuốn tập phác họa" vẽ lại chân dung người đó. Tiếp theo Nobita dùng bảo bối này để phác họa lại tên trộm ăn cắp đồ của mọi người trong khu phố | |                      |                           |
| 1661 | "Sự lãng mạn của Suneo" "Sune Otto no Romansu" (スネ夫のロマンス)                                  | 26 tháng 4 năm 2002  | 2 tháng 7 năm 2015        |
| Suneo vô tình bắt gặp minh tinh Luna trong lúc đi xem phim về. Do bất đồng ngôn ngữ nên Suneo không hiểu cô ấy nói gì nên dẫn nhờ Doraemon giúp. Sau khi dùng "Bánh mì chuyển ngữ" thì mọi người biết cô ấy trốn quản lý đi núi Phú Sĩ một lần cho biết. Suneo đã dẫn cô ấy đi chơi rất vui vẻ | |                      |                           |
| 1662 | "Trang phục chồn đánh lừa con người!" "Tanu Ki de Bakaso U" (タヌ機で化かそう)                     | 3 tháng 5 năm 2002   | 2 tháng 7 năm 2015        |
| Suneo trêu chọc Nobita giống con chồn khiến Doraemon giận dữ. Doraemon đã cho Nobita mượn "Trang phục chồn" để tạo ra ảo giác đánh lừa Jaian và Suneo | |                      |                           |
| 1663 | "Con muỗi hút trí nhớ" "Bakyūmu ka" (バキューム蚊)                                                 | 10 tháng 5 năm 2002  | 3 tháng 7 năm 2015        |
| Trong cuộc thi "Ai to gan nhất" Nobita đã bị Jaian và Suneo dọa ma sợ đến nỗi phải chui vào lùm cây bị muỗi đốt. Để cho mọi người quên đi chuyện này Nobita đã mượn "Con muỗi hút trí nhớ" của Doraemon. | |                      |                           |
| 1664 | "Jaian muốn đám cưới" "Jaian ga Kekkon!?" (ジャイアンが結婚!?)                                     | 17 tháng 5 năm 2002  | 3 tháng 7 năm 2015        |
| Cả Nobita và Jaian nếu muốn có tương lai một người vợ tốt nhất nên Doraemon đã cho mượn "Máy dò tìm bạn gái" để xem hình những người bạn mà họ sẽ gặp trong tương lai | |                      |                           |
| 1665 | "Biệt đội cứu hộ Mini Dora hành động" "Minidora Tasuke Tai Shutsudou!" (ミニドラ たすけ隊出動！)   | 24 tháng 5 năm 2002  | 6 tháng 7 năm 2015        |
| Nhóm Mini Dora quyết tâm làm thiên thần áo trắng nên giúp Nobita thoát khỏi những tình huống khẩn cấp. | |                      |                           |
| 1666 | "Con cá trạch thứ 2" "Nihikimedojou" (ニヒキメドジョウ)                                            | 31 tháng 5 năm 2002  | 6 tháng 7 năm 2015        |
| Nobita muốn có may mắn nên Doraemon đã cho cậu mượn "Con cá trạch thứ 2" để nhận được sự may mắn. Thấy vậy, Jaian và Suneo đã cướp nó từ tay Nobita và muốn có những may mắn lớn hơn mà lại không trả thù lao bù lại cho con cá khiến nó nổi giận, hóa to rượt đuổi cả hai. | |                      |                           |
| 1667 | "Ngôi nhà vui vẻ của Dorami" "Dorami no Happī Hausu" (ドラミのハッピーハウス)                      | 7 tháng 6 năm 2002   | 7 tháng 7 năm 2015        |
| Dorami đã gắn "Ngôi nhà vui vẻ" để chào đón Shizuka đến nhà nhưng trong lúc này Jaian đang rượt đuổi Nobita. Doraemon đã đổi "Ngôi nhà vui vẻ" thành "Ngôi nhà ma quái" để dọa Jaian nhưng ngay lúc đó Shizuka lại đến... | |                      |                           |
| 1668 | "Anh em nhà Dorami cãi nhau" "Dorami no Kyoudai Genka" (ドラミの兄妹ゲンカ)                        | 14 tháng 6 năm 2002  | 7 tháng 7 năm 2015        |
| Thầy hiệu trưởng trường robot giao bài tập về nhà cho Doraemon viết về việc có ích đã làm nhưng Doraemon đắng đo nghĩ nhưng trong đầu trống rỗng và lại bị Dorami canh chừng khiến Doraemon tức giận cãi nhau với Dorami. | |                      |                           |
| 1669 | "Bí mật của Dorami" "Dorami no Himitsu!?" (ドラミのヒミツ!?)                                       | 21 tháng 6 năm 2002  | 8 tháng 7 năm 2015        |
| Dorami lén nuôi hamster không cho Doraemon biết vì biết Doraemon vốn sợ nhưng Doraemon thì nghĩ Dorami có một ông anh trai khác nên theo dõi Dorami. | |                      |                           |
| 1670 | "Thần hộ mệnh tí hon" "Omamorikun" (オマモリクン)                                                  | 28 tháng 6 năm 2002  | 8 tháng 7 năm 2015        |
| Nobita bị Jaian truy lùng ráo riết. Trong lúc chạy trốn thì Nobita gặp được Doraemon và Doraemon cho cậu mượn "Thần hộ mệnh tí hon" để thoát khỏi Jaian | |                      |                           |
| 1671 | "Máy trải nghiệm cảm giác" "Dare Demo Taiken Ki" (だれでも体験機)                                  | 5 tháng 7 năm 2002   | 9 tháng 7 năm 2015        |
| Ba hứa sẽ đưa cả nhà đi chơi nhưng rồi công ty có việc phải hoãn khiến Nobita thất vọng tràn trề. Về phòng Nobita thấy "Máy trải nghiệm cảm giác" của Doraemon nên đã mượn để có cảm giác được đi du lịch như mọi người | |                      |                           |
| 1672 | "Dung dịch đánh dấu lãnh thổ" "Oukoku Ekisu" (王国エキス)                                          | 19 tháng 7 năm 2002  | 9 tháng 7 năm 2015        |
| Khi ra đường Nobita bị Jaian rượt đuổi khắp nơi Nobita không biết phải làm sao nên đã mượn "Dung dịch đánh dấu lãnh thổ" đánh dấu mọi nơi trên khu phố để Jaian có bắt gặp nhưng không làm gì được đổi lại cậu phải làm việc mà mọi người yêu cầu. | |                      |                           |
| 1673* | "Undou Kioku Jāji" (運動記憶ジャージ)                                                              | 26 tháng 7 năm 2002  | Không phát sóng           |
| 1674 | "Đi vào bản đồ địa lý" "Chizu Sekai Hairikomi Ki" (地図世界入りこみ機)                             | 2 tháng 8 năm 2002   | 10 tháng 7 năm 2015       |
| Do sự hiện đại hóa mà nhiều loài đã biến mất khiến Nobita và các bạn không tìm được các loài mình thích. Vô tình cả nhóm bắt gặp một cụ ông bảo rằng 70 năm trước nơi đây từng có rất nhiều loài sinh sống. Thế là Doraemon đưa cả nhóm đến thư viện và cùng đi vào bản đồ địa lý 70 năm trước. Tại đó cả nhóm bắt gặp một cậu bé, cậu bé đã hướng dẫn mọi người câu cá và cậu bé đó chính là cụ ông lúc nhỏ mà cả nhóm gặp lúc sáng. | |                      |                           |
| 1675 | "Kẻ ăn không gian" "Supēsuītā" (スペースイーター)                                                  | 9 tháng 8 năm 2002   | 10 tháng 7 năm 2015       |
| Nobita đã dùng "Kẻ ăn không gian" để đào những lỗ hổng không gian để trốn mọi người nhưng sau đó kế hoạch bị bại lộ | |                      |                           |
| 1676 | "Miếng dán hình tim tạo sảng khoái" "Hāto Sukkiri Shīto" (ハートすっきりシート)                    | 16 tháng 8 năm 2002  | 13 tháng 7 năm 2015       |
| Nobita vô tình đánh bóng hụt làm phá hỏng chậu bonsai và cửa kính nhà ông Kaminari nên trốn chạy và bị Jaian bắt phải tập bóng một mình. Để hạ bớt cơn tức giận của Jaian, Nobita đã mượn "Miếng dán hình tim tạo sảng khoái" nhưng chưa hạ được cơn giận của Jaian thì Jaian đánh bóng trúng một người khác. Mặc dù Jaian đã xin lỗi nhưng người đó không chấp vì vậy Nobita đã lấy miếng dán giúp.                                  | |                      |                           |
| 1677 | "Những tin đồn tam sao thất bổn" "Ne mo Ha mo Aru Uwasa" (根も葉もあるウワサ)                      | 23 tháng 8 năm 2002  | 13 tháng 7 năm 2015       |
| Jaian và Suneo tung tin đồn Nobita lén lấy cà rốt cho Doraemon khiến mọi người hiểu lầm cậu. Mặc dù thầy đã giải cứu cậu nhưng cậu đã về kể cho Doraemon. Doraemon đã lấy "Rễ cây tung tin đồn" để đưa tin xấu phục thù lại. | |                      |                           |
| 1678 | "Dorami quay về thời cổ đại" "Dorami Edo o Kiru" (ドラミ江戸を斬る)                                | 30 tháng 8 năm 2002  | 14 tháng 7 năm 2015       |
| Doraemon và Dorami cãi nhau về chuyện cái bánh rán của Doraemon bị biến mất. Doraemon giận leo lên "Cỗ máy thời gian" và đi nhưng không may nó bị hỏng nửa đường đưa đến thời Edo. Nghe được tín hiệu cấp cứu từ Cỗ máy của Doraemon nên Dorami và Nobita đã đến giúp. | |                      |                           |
| 1679 | "Thổi tung đại hội bơi lội" "Hai Ponpu de Suiei Taikai" (ハイポンプで水泳大会)                     | 6 tháng 9 năm 2002   | 14 tháng 7 năm 2015       |
| Nobita khoác lác nói rằng cậu đã bơi được nên Jaian đưa đội thi bơi lội trong đại hội. Lo lắng, Nobita nhờ Doraemon giúp. Doraemon đã bơm oxy gấp 1000 lần vào người Nobita để xuống nước không lo bị chìm vì ngạt thở. Do tập luyện dưới nước nhiều nên lúc đi thi cậu nhảy mũi thổi tung nước trong hồ bơi. | |                      |                           |
| 1680 | "Cô gái siêu tuyên truyền" "Sūpā Uguisu Jou" (スーパーウグイス嬢)                                  | 13 tháng 9 năm 2002  | 15 tháng 7 năm 2015       |
| Nobita có một trò chơi dây mới mà mọi người chẳng thèm tới xem. Doraemon dùng bảo bối "Cô gái siêu tuyên truyền" để giúp. Thế nhưng, nó lại gây ra một thảm hoạ, nên Doraemon mới biến về như cũ. | |                      |                           |
| 1681 | "Mini Dora đại chiến UFO" "Minidora UFO Dai Sakusen" (ミニドラ ＵＦＯ大作戦)                       | 20 tháng 9 năm 2002  | 15 tháng 7 năm 2015       |
| Jaian và Suneo lừa Nobita về việc đứng lên mái nhà gọi thì sẽ gặp được UFO của người ngoài hành tinh. Nobita và đám nhóc Mini Dora đã đứng trên nóc nhà gọi cả đêm nhưng không thấy gì. Để trả thù vụ này cả nhóm Mini Dora đã lấy mô hình đĩa bay y như thật để lừa lại Jaian và Suneo. Nhưng kế hoạch bị lộ tẩy ngay sau đó. | |                      |                           |
| 1682 | "Đội Dora Mini trong lúc cho mượn" "Minidorarentaru Chuu" (ミニドラ レンタル中)                    | 4 tháng 10 năm 2002  | 16 tháng 7 năm 2015       |
| Doraemon vô tình đá bóng vô tình làm hỏng căn cứ bí mật do Jaian, Suneo và Shizuka xây dựng nên Doraemon lấy đám nhóc Mini Dora cho nhóm mượn. Do đám nhóc không giúp được gì nên đã bị đuổi về và trên đường về thì đám nhóc đã giúp một cô bé đi lạc tìm được mẹ. | |                      |                           |
| 1683* | "Papa no Yume o Kanaeyo U!" (パパの夢をかなえよう！)                                               | 5 tháng 10 năm 2002  | Không phát sóng           |
| 1684 | "Dora Mini và tay của con mèo" "Minidora to Neko no Te" (ミニドラと猫の手)                         | 18 tháng 10 năm 2002 | 16 tháng 7 năm 2015       |
| Nobita hứa sẽ dẫn các nhóc Mini Dora đi chơi cùng cậu nếu chúng cho mượn "Tay của con mèo" để phòng bị Jaian và Suneo bắt cắm trại một mình nhưng rồi sáng hôm sau Nobita không giữ lời hứa khiến chúng giận dỗi. Sau đó chúng bám theo Nobita và ăn hết thức ăn đem theo cắm trại của nhóm và trở về với cái bụng no căng không thể ăn thêm bánh rán mà Doraemon đã mua để an ủi.                                                    | |                      |                           |
| 1685 | "Tình địch của Doraemon" "Boku no Raibaru!" (ボクのライバル！)                                     | 25 tháng 10 năm 2002 | 17 tháng 7 năm 2015       |
| Mimi hay đi chơi chung với một còn mèo khác khiến Doraemon nghĩ cô bạn có bạn trai mới mà bỏ quên mình nhưng sau khi tìm hiểu thì mới biết đó là anh trai của Mimi | |                      |                           |
| 1686 | "Hành trình truy tìm bé Thỏ Ngọc trên Cung Trăng" "Tsuki no Usagi o Sagaso U" (月のウサギを探そう) | 1 tháng 11 năm 2002  | 17 tháng 7 năm 2015       |
| Jaian đã nói dối bé Saki rằng cậu từng ăn bánh chày do Thỏ ngọc làm ra nên khiến cô bé cũng muốn được như vậy. Không biết làm thế nào nên Jaian chạy nhờ Doraemon. Doraemon đã dẫn bé Saki và mọi người đến Công viên của tương lai và bắt Nobita, Suneo giả làm thỏ ngọc. Thế nhưng mọi chuyện đã bị lộ, bé Saki đã bỏ chạy và vô tình gặp được một người bí ẩn nhìn giống thỏ.                                                      | |                      |                           |
| 1687 | "Sao băng ước nguyện" "Dokkiri Nagareboshi" (ドッキリ流れ星)                                       | 8 tháng 11 năm 2002  | 20 tháng 7 năm 2015       |
| Shizuka luôn ao ước được gặp lại người bạn cũ trước đây nên Nobita đã mượn "Sao băng ước nguyện" của Doraemon. | |                      |                           |
| 1688 | "Trang phục siêu nhân" "Kime Waza Sūtsu" (決め技スーツ)                                            | 15 tháng 11 năm 2002 | 20 tháng 7 năm 2015       |
| Nobita bị bắt làm quái thú để cho Jaian làm siêu nhân đánh. Nobita bỏ chạy về nhà và được Doraemon cho mượn trang phục siêu nhân chống lại Jaian và Suneo. Không may, Jaian biết được nên đã lấy từ Doraemon vài trang phục để chiến với Nobita. May thay, siêu nhân Shizuka xuất hiện cứu Nobita. | |                      |                           |
| 1689 | "Shizuka trổ tài làm điệp viên siêu hạng" "Shizuka no Supai Dai Sakusen" (しずかのスパイ大作戦)    | 22 tháng 11 năm 2002 | 21 tháng 7 năm 2015       |
| Trong lúc Shizuka đưa đồ cho bà theo lời mẹ thì tình cờ thấy một cô bé bị hai người đàn ông bắt đem vô căn nhà với vẻ mặt miễn cưỡng. Thấy vậy Shizuka cùng mọi người đến nhờ Doraemon giúp một tay, Doraemon đã lấy những đồ dùng của thám tử theo dõi biết rằng cô bé không hề bị bắt cóc như mọi người nghĩ | |                      |                           |
| 1690 | "Nhà tiên tri Jaian" "Yogen Sha Jaian" (予言者ジャイアン)                                          | 29 tháng 11 năm 2002 | 21 tháng 7 năm 2015       |
| Jaian cướp "Gối giấc mơ" từ tay Nobita và lúc đi ngủ mơ thấy có người lòng đất tấn công Trái Đất nên đi báo động cho các bạn còn lại. Lúc ra sau núi thì mọi người mới biết rằng người lòng đất mà Jaian nói chỉ là cảnh phim quay sắp ra mắt. | |                      |                           |
| 1691 | "Bảo bối diễn xuất" "Mē Enki" (メー演機)                                                           | 6 tháng 12 năm 2002  | 22 tháng 7 năm 2015       |
| Trường tổ chức tập kịch Công chúa và hoàng tử" Nobita đóng vai hoàng tử còn Shizuka vai công chúa. Vì diễn xuất của Nobita tệ nên Doraemon gắn "Bảo bối diễn xuất" để giúp cậu đóng kịch tốt nhưng đang diễn nửa chừng thì nó rơi xuống ngay lúc Nobita đang muốn đi vệ sinh | |                      |                           |
| 1692 | "Tàu lượn siêu tốc" "Jetto Kōsutā de Gakkou He" (ジェットコースターで学校へ)                       | 13 tháng 12 năm 2002 | 22 tháng 7 năm 2015       |
| Xung quanh nhà công trình xây dựng dày đặc khiến Nobita khó khăn khi đến trường. Để tạo hứng thú lại cho Nobita, Doraemon đã lấy "Dụng cụ tạo cảm hứng đến trường" làm một con đường siêu tốc. | |                      |                           |
| 1693 | "Chiếc loa tán dương tăng sức mạnh" "Odate Pawā Megahon" (おだてパワーメガホン)                    | 20 tháng 12 năm 2002 | 23 tháng 7 năm 2015       |
| Nobita kiểm tra được 55 điểm nên khoe với mẹ nhưng mẹ Nobita đang đầu với sổ chi tiêu gia đình nên không quan tâm đến. Doraemon biết nên dùng "Chiếc loa tán dương" để mẹ khen Nobita | |                      |                           |
| 1694* | "Con đường đến vương quốc tương lai" "Mirai no Kuni kara Harubaru to" (未来の国から はるばると)    | 31 tháng 12 năm 2002 | Không phát sóng           |

### Năm 2003
| # | Tên tập phim | Ngày phát sóng gốc   | Ngày phát sóng tiếng Việt |
| --- | --- | -------------------- | ------------------------- |
| 1695 | "Nhãn dán hàng độc và lạ" "Puremia Shīru" (プレミアシール)                                                                                              | 17 tháng 1 năm 2003  | 23 tháng 7 năm 2015       |
| Suneo khoe khoang về món đồ độc lạ và chế giễu Nobita. Nobita về nhà tìm nhưng không thấy những thứ tương tự. Doraemon cho Nobita "Nhãn dán hàng độc lạ" để biến thứ bình thường thành hàng độc. | |                      |                           |
| 1696 | "Chuyến đi du lịch vặn dây cót" "Neji Maki Ryokou Ki" (ねじ巻き旅行記)                                                                                  | 24 tháng 1 năm 2003  | 24 tháng 7 năm 2015       |
| Shizuka và gia đình Nobita du lịch đến hồ Nakayama. Jaian - Suneo và Nobita - Shizuka đã thi đua bơi trên thuyền. Do Jaian vặn nhiều dây cót nên bơi mãi không dừng. | |                      |                           |
| 1697 | "Thật là nhiều Nobita" "Nobita ga Ippai" (のび太がいっぱい)                                                                                             | 31 tháng 1 năm 2003  | 24 tháng 7 năm 2015       |
| Nobita vừa muốn ở nhà để được ông bác cho tiền tiêu vặt vừa muốn đến nhà Shizuka ăn bánh nên đã mượn "Âm thoa phân thân" để tạo ra một bản gốc như bản thân nhưng cuối cùng Nobita gốc không nhận được tiền còn phân thân thì được ăn bánh và đi chơi bóng chuyền vui vẻ bên Shizuka. | |                      |                           |
| 1698 | "Huy hiệu cảnh sát trưởng" "Hoan Kan Bajj I" (保安カンバッジ)                                                                                           | 7 tháng 2 năm 2003   | 27 tháng 7 năm 2015       |
| Nobita muốn trở thành cảnh sát trưởng bảo vệ mọi người nên Doraemon đã cho cậu mượn "Huy hiệu cảnh sát trưởng" bắt Jaian giao nộp cho mẹ cậu ta. | |                      |                           |
| 1699 | "Mắt kính nhiều chế độ cảm xúc" "Iroiro Megane" (いろいろメガネ)                                                                                        | 14 tháng 2 năm 2003  | 27 tháng 7 năm 2015       |
| Nobita đã dùng "Mắt kính nhiều chế độ cảm xúc" để chạy đua cùng cả nhóm và đã vượt qua tất cả mọi người. | |                      |                           |
| 1700 | "Hãy tập trung tại ngón tay này" "Konoyubitomare" (コノユビトマレ)                                                                                      | 28 tháng 2 năm 2003  | 28 tháng 7 năm 2015       |
| Do không ai cho Nobita gia nhập chung câu lạc bộ nên Doraemon cho cậu mượn "Hãy tập trung tại ngón tay này" để hội tụ mọi người chơi chung với cậu. | |                      |                           |
| 1701 | "Chú ong se duyên" "En Musu Bī" (縁むすビー) | 14 tháng 3 năm 2003  | 28 tháng 7 năm 2015       |
| Chỗ ngồi của Nobita càng ngày càng cách xa Shizuka khiến Nobita lo lắng. Doraemon đã dùng "Chú ong se duyên" để khoảng cách Nobita và Shizuka ngày càng gần nhưng phút chót Nobita nhận được cú điện thoại từ Jaiko và gọi to... | |                      |                           |
| 1702 | "Đèn pin thu nhỏ" "Fukikaemaiku" (フキカエマイク) | 21 tháng 3 năm 2003  | 29 tháng 7 năm 2015       |
| Nobita đã mượn " Đèn pin thu nhỏ" từ tay Doraemon để thu nhỏ bản thân phiêu lưu cùng Shizuka đánh đuổi những con rận trên người con mèo hàng xóm. | |                      |                           |
| 1703 | "Bút sợ hãi" "Kowappen" (コワッペン) | 4 tháng 4 năm 2003   | 29 tháng 7 năm 2015       |
| Nobita cứ mê ngủ nên Doraemon dùng "Bút sợ hãi" khiến cậu sợ ngủ bật dậy làm bài tập. Sau đó cậu có ý đồ dùng nó để khiến tất cả mọi người đều sợ cậu. May thay Doraemon đã kịp ngăn cản. | |                      |                           |
| 1704* | "Dorami xuất hiện! Cuộc đại mạo hiểm dưới đáy biển của Nobita" "Dorami Chan Toujou! Nobita no Kaitei Dai Bouken" (ドラミちゃん登場！のび太の海底大冒険) | 5 tháng 4 năm 2003   | Không phát sóng           |
| 1705 | "Micro thay lời muốn nói" "Mikuro Furasshu" (ミクロフラッシュ)                                                                                          | 11 tháng 4 năm 2003  | 30 tháng 7 năm 2015       |
| Nobita và Suneo cầm "Bình xịt Boomerang" đến nhà Jaian đưa các món đồ Jaian lấy của mọi về lại chủ nhân của nó. Không may, Jaian phát hiện nên truy đuổi cả hai. Nobita nhanh trí dùng bình xịt đưa Jaian về nhà | |                      |                           |
| 1706 | "Nobita gặp Ushiwakamaru" "Nobita to Gyuu Waka Maru" (のび太と牛若丸)                                                                                   | 18 tháng 4 năm 2003  | 30 tháng 7 năm 2015       |
| Nobita muốn có được sức mạnh Ushiwakamaru nên đã quay về quá khứ nhờ vị tướng quân này chỉ dạy | |                      |                           |
| 1707 | "Bình xịt Boomerang" "Būmeran Supurē" (ブーメランスプレー)                                                                                              | 25 tháng 4 năm 2003  | 31 tháng 7 năm 2015       |
| Ba Nobita nói mẹ Nobita giống con hải cẩu khiến bà nổi giận quyết định cho cả nhà ăn kiêng. Vì sợ nên Nobita nhờ Doraemon nghĩ cách giải quyết nên Doraemon dùng "Micro thay lời muốn nói" nói thay ba xin lỗi mẹ và bà không còn giận nữa... | |                      |                           |
| 1708 | "Sổ tay gợi ý" "Kaunseringu Nōto" (カウンセリングノート)                                                                                                | 2 tháng 5 năm 2003   | 31 tháng 7 năm 2015       |
| Suneo khoác lác với một người bạn mới làm quen ở Hokkaido rằng cậu có trực thăng riêng dài 3 mét và cậu bạn đó sắp đến. Suneo chạy nhờ Doraemon giúp | |                      |                           |
| 1709 | "Đèn chiếu bảo vệ các sinh vật" "Ikimono Hogo Raito" (生き物保護ライト)                                                                                 | 9 tháng 5 năm 2003   | 3 tháng 8 năm 2015        |
| Jaian đá banh làm phá hỏng những bông hoa trong chậu ở trường. Thấy chúng tội nghiệp nên Nobita đã mượn " Đèn chiếu bảo vệ các sinh vật". Sau đó mọi chuyện lộ tẩy, Jaian cướp bảo bối và chiếu vào người ánh sáng ở cấp độ cao nhất nên bị bắt để trong lòng kính. | |                      |                           |
| 1710 | "Đĩa mềm ủy thác vạn sự" "Omakase Disuku" (おまかせディスク)                                                                                            | 16 tháng 5 năm 2003  | 3 tháng 8 năm 2015        |
| Do Nobita không chơi được sáo chuẩn bị cho buổi thi sắp tới nên nhờ Doraemon. Doraemon cho cậu mượn " Đĩa mềm ủy thác vạn sự" để ghi lại dữ liệu từ mọi người. | |                      |                           |
| 1711 | "Chiếc gương biến đổi hình dạng" "Irekae Mirā" (いれかえミラー)                                                                                         | 23 tháng 5 năm 2003  | 4 tháng 8 năm 2015        |
| Nobita dùng "Gương biến đổi hình dạng" phá phách mọi người và nhận hậu quả là biến thành chim bay lên ống khói bỏ quên gương dưới đất. | |                      |                           |
| 1712 | "Bản đồ hoán đổi thời tiết" "O Tenki Kōkan Chizu" (お天気コーカン地図)                                                                                  | 30 tháng 5 năm 2003  | 4 tháng 8 năm 2015        |
| Suneo khoe khoang thời tiết ở Hawaii khiến Nobita tức giận. Doraemon đã dùng "Bản đồ hoán đổi thời tiết" để có thời tiết đẹp để Nobita và mọi người có thể chơi đá bóng. Vô tình mẹ Nobita lên phòng dịch chuyển. | |                      |                           |
| 1713 | "Thành phố đồ chơi" "Omocha Taun" (おもちゃタウン) | 6 tháng 6 năm 2003   | 5 tháng 8 năm 2015        |
| Nobita cùng Doraemon cùng nhau xây dựng một thành phố đồ chơi ở sau núi từ những con búp bê bị hư hỏng mọi người thu thập về sửa chữa lại | |                      |                           |
| 1714 | "Nón chấp nhận yêu cầu" "Heddo Hanchingu" (ヘッドハンチング)                                                                                            | 13 tháng 6 năm 2003  | 5 tháng 8 năm 2015        |
| Jaian đuổi Nobita khỏi đội bóng vì cậu chơi tệ. Bằng "Nón chấp nhận yêu cầu" Nobita đã lập ra một đội bóng chơi giỏi riêng. Tuy nhiên khi đấu với đội Jaian thì đội Nobita vẫn thua | |                      |                           |
| 1715 | "Hủ tiêu gây cười" "Bakushou Koshou" (爆笑コショウ) | 20 tháng 6 năm 2003  | 6 tháng 8 năm 2015        |
| Cả Doraemon và Jaian đều làm giận em gái của mình. Mặc dù tính dùng "Hủ tiêu gây cười" để em gái mình cười quên đi hết nhưng thất bại. Cuối cùng sau đó Doraemon và Jaian cãi nhau dữ dội, em gái đến khuyên can và anh em làm hòa với nhau. | |                      |                           |
| 1716 | "Robot bằng bong bóng bay" "Fuusen Robokitto" (ふうせんロボキット)                                                                                      | 27 tháng 6 năm 2003  | 6 tháng 8 năm 2015        |
| Doraemon sợ chuột nên dùng "Robot bằng bong bóng bay" điều khiển để đuổi chuột ra khỏi phòng... | |                      |                           |
| 1717 | "Tấm thảm biết bay" "Jū Tan de GO" (ジュータンでＧＯ)                                                                                                   | 4 tháng 7 năm 2003   | 7 tháng 8 năm 2015        |
| Nobita mượn thảm bay từ Doraemon để đi xem pháo hoa nhưng do cậu chạy hết tốc lực của thảm khiến sợi dây tấm thảm vướng vào cành cây và nó dần tuột ra hết | |                      |                           |
| 1718 | "Máy hút làm giảm trọng lượng" "Omo sa Sui Tori Supoito" (重さ吸いとりスポイト)                                                                         | 11 tháng 7 năm 2003  | 7 tháng 8 năm 2015        |
| Nobita ăn Zero liên tục nên thầy giáo đến nhà. Để ngăn thầy lại nên Nobita đã dùng "Xi-lanh thay đổi trọng lượng" để làm cánh cửa vào nhà cho thầy không vào được. Do quá nặng nên khiến nền nhà lún xuống đất và Nobita quá tay điều chỉnh làm nhà nhẹ khiến nó bay đi. | |                      |                           |
| 1719 | "Chiếc thang máy bốn chiều" "Yon Jigen Erebētā" (四次元エレベーター)                                                                                    | 18 tháng 7 năm 2003  | 10 tháng 8 năm 2015       |
| Tình cờ nhóm Nobita giúp cô ca sĩ Watanabe Misato tìm lại chú chim xổ lồng nên được mời đến buổi biểu diễn ca nhạc của cô ấy. | |                      |                           |
| 1720 | "Cắt biển mang về nhà" "Umi o Kiritoro U" (海を切りとろう)                                                                                              | 25 tháng 7 năm 2003  | 10 tháng 8 năm 2015       |
| Doraemon dùng "Kéo cắt không gian" mang biển về nhà cho Nobita tập bơi nhưng rồi nước biển tràn ngận nhà bị mẹ Nobita mắng. | |                      |                           |
| 1721 | "Cọng cỏ gây ngủ" "Bakusui hābu" (爆睡ハーブ) | 1 tháng 8 năm 2003   | 11 tháng 8 năm 2015       |
| Nobita định dùng "Cọng cỏ gây ngủ" làm Jaian dừng buổi biểu diễn ca nhạc nhưng lại dùng vào ban đêm khiến bảo bối phản tác dụng. | |                      |                           |
| 1722 | "Que thu sấm sét" "Kami Nari Sutekki" (かみなりステッキ)                                                                                                | 8 tháng 8 năm 2003   | 11 tháng 8 năm 2015       |
| Nobita lấy "Que thu sấm sét" để phục thù Jaian và Suneo vì đã chế giễu cậu trong giờ học nhưng rồi que sấm sét bị gãy làm đôi nó tấn công vào cậu. | |                      |                           |
| 1723 | "Cả gia đình di động" "Kētai Kazoku" (ケータイ家族) | 15 tháng 8 năm 2003  | 23 tháng 10 năm 2015      |
| Doraemon cho mọi người mượn" Gia đình di động" để giúp mọi người giải quyết các rắc rối khi ba mẹ không có nhà. | |                      |                           |
| 1724 | "Video tái hiện lại ký ức đã qua" "Kioku Hori Dashi Bideo" (記憶掘りだしビデオ)                                                                         | 22 tháng 8 năm 2003  | 23 tháng 10 năm 2015      |
| Nobita quên ghi chép nhật ký sinh trưởng của hoa hướng dương trong mùa hè nên Doraemon cho cậu mượn "Video tái hiện lại ký ức đã qua" để ghi chép lại những gì đã diễn ra trong mùa hè trong một tờ giấy. Khi đến bãi đất trống trời đổ mưa cậu bỏ quên tờ giấy ở đó. | |                      |                           |
| 1725* | "Đồng hồ điều chỉnh thời gian" "Wagamama Tokei" (わがまま時計)                                                                                          | 29 tháng 8 năm 2003  | Không phát sóng           |
| Nobita bị mẹ mắng vì những bài kiểm tra điểm 0. Doraemon đã dùng "Đồng hồ điều chỉnh thời gian" làm cho thời gian trôi mau. Sau đó Nobita và các bạn ra ngoài biển chơi đùa. Khi về nhà trời sập tối, Nobita nhớ cậu chưa làm bài tập. | |                      |                           |
| 1726 | "Bảo bối cần câu bắt mây" "Kumo Tsuri Zao" (雲つりざお)                                                                                                 | 5 tháng 9 năm 2003   | 26 tháng 10 năm 2015      |
| Nobita cùng các bạn dùng "Bảo bối cần câu bắt mây" làm thuyền mây bơi đến hòn đảo phía nam nhưng rồi đám mây quá lớn nó tích điện tiến về đất liền Doraemon đã cắt cho nó nhỏ lại không gây hại mọi người. | |                      |                           |
| 1727 | "Hiệp sĩ bóng đêm" "Kage Musha" (かげムシャ) | 12 tháng 9 năm 2003  | 26 tháng 10 năm 2015      |
| Nobita và Jaian đã có một cuộc chiến giữa những cái bóng của chính mình thông qua "Máy chế tạo hiệp sĩ". Sau đó những cái bóng của Jaian thắng nhưng chúng lại tranh công nên đánh nhau dữ dội. | |                      |                           |
| 1728 | "Tờ giấy di chuyển đồ vật" "Torikomi Pēpā" (取りこみペーパー)                                                                                           | 19 tháng 9 năm 2003  | 27 tháng 10 năm 2015      |
| Jaian định làm live show nên bắt Nobita đi mời mọi người đến buổi diễn. Jaian nảy ý tưởng chui vào "Tờ giấy di chuyển đồ vật" của Dorami để làm poster. Sau đó mẹ Jaian đi ngay thấy tấm poster nên tức giận vò nát nó vứt đi. | |                      |                           |
| 1729* | "Robot du lịch" "Tsuā Robotto" (ツアーロボット) | 4 tháng 10 năm 2003  | Không phát sóng           |
| Nobita và các bạn có chuyến du lịch rừng Amazon nhờ vào Robot du lịch của Doraemon. Tại đó, họ phát hiện cô bé Betty đi lạc trong vì đi tìm ba. Cả nhóm quyết định giúp cô bé và họ vô tìnn phát hiện ra ba của Betty đang bị tội phạm săn bắt động vật quý hiếm tương lai bắt giữ. Cả nhóm đã giải cứu thành công và giao tội phạm cho Cảnb sát thời gian | |                      |                           |
| 1730 | "Ống hút thổi ma" "Yuu Rei Sutorō" (ゆうれいストロー)                                                                                                   | 10 tháng 10 năm 2003 | 27 tháng 10 năm 2015      |
| Nobita dùng " Ống hút thổi ma" để biến thành ma trả thù Jaian và Suneo vì cười cậu sợ ma. Sau đó mọi chuyện bị lộ tẩy, cậu bị Jaian truy sát. Không lâu sau đó " Ống hút thổi ma" bị xe cán nát. May thay Doraemon đến cửa hàng tương lai mua cái mới thay thế để biến cả hai về trạng thái cũ. | |                      |                           |
| 1731 | "Búp bê chuyên bắt chước" "Maneonetto" (マネオネット)                                                                                                   | 17 tháng 10 năm 2003 | 27 tháng 10 năm 2015      |
| Jaian thích một bạn nữ múa ba lê. Có một hôm người bạn múa chung với cô bạn bị chấn thương không tập được nên Jaian muốn thay thế. Jaian đã bắt Nobita đi tìm Doraemon giúp. Doraemon cho cậu mượn "Búp bê chuyên bắt chước". | |                      |                           |
| 1732 | "Thanh nam châm hút đồ vật" "Sui Yose Jishaku" (吸いよせ磁石)                                                                                           | 24 tháng 10 năm 2003 | 27 tháng 10 năm 2015      |
| Cái nón bị Jaian cướp mất nên Nobita đã mượn "Thanh nam hút đồ vật" của Doraemon lấy lại. Sau đó Jaian phát hiện nên tước đoạt luôn bảo bối. Jaian lỡ tay hút một trực thăng vào nên bị nó truy đuổi. | |                      |                           |
| 1733 | "Yên tâm để Dorami tính cho" "Dorami ni Omakase" (ドラミにおまかせ)                                                                                     | 31 tháng 10 năm 2003 | 28 tháng 10 năm 2015      |
| Sewashi thấy Dorami phiền toái nên Dorami giận đi đến nhà Nobita ngay lúc Nobita đang bị Doraemon từ chối làm bài tập. Sau đó khi đến nhà Shizuka vì Dorami rất tỉ mỉ cho Nobita khiến Nobita cảm thấy xấu hổ. Dorami bỏ đi và sau đó Sewashi cùng mọi người đi tìm. Kết thúc phim là hình ảnh Nobita hoảng hốt vì bài tập vẫn chưa làm | |                      |                           |
| 1734 | "Gậy thần phòng thân biết trước mọi nguy hiểm" "Koroba Nu Saki no Tsue" (ころばぬ先の杖)                                                                | 7 tháng 11 năm 2003  | 28 tháng 10 năm 2015      |
| Do Nobita luôn gặp xui xẻo trên đường nên Doraemon đã cho cậu mượn "Gậy phòng thân biết trước mọi nguy hiểm" để tránh né mọi nguy hiểm rình rập. Sau đó Doraemon mới biết nó là sản phẩm lỗi đang được thu hồi. Nó đã phát nổ cùng Nobita. | |                      |                           |
| 1735 | "Giấy dán tuyên bố công ước" "Kouyaku Kōyaku" (公約コーヤク)                                                                                            | 14 tháng 11 năm 2003 | 29 tháng 10 năm 2015      |
| Nobita hứa với Shizuka rằng cậu sẽ làm bài tập nhưng cậu không tài nào làm được vì vậy nên Doraemon đã cho cậu mượn "Giấy dán tuyên bố công ước" để làm bài tập cho xong. Sau đó Jaian biết đến bảo bối nên đã lấy nó dán và tuyên bố rằng sẽ trở thành người mạnh nhất thế giới. Và kết cục là bảo bối dẫn lối Jaian đến chuồng sư tử để cậu ta thử sức với sư tử. | |                      |                           |
| 1736 | "Kim tự tháp di động đa chức năng" "Pōtaburu Piramiddo" (ポータブル ピラミッド)                                                                         | 21 tháng 11 năm 2003 | 29 tháng 10 năm 2015      |
| Jaian và Suneo lừa Nobita về sức mạnh kim tự tháp mà Suneo đã đưa để cậu có thể làm bài kiểm tra tốt. Sau đó cậu bị ăn trứng ngỗng và về nhà Doraemon cho cậu mượn "Kim tự tháp di động đa chức năng" để khai thác được tối đa tiềm năng bên trong cậu. Cậu đã giúp thầy phát hiện có đám lửa nhỏ sắp cháy lan và giúp Suneo tìm thấy mèo Ba tư bị lạc. Để đền ơn Nobita, Suneo đã cho cậu đi chơi công viên chung vào hôm sau. Khi đi ngủ Nobita vẫn đội kim tự tháp và khi thức dậy thì trời đã xế chiều, Doraemon đã đi chơi thay cậu. | |                      |                           |
| 1737 | "Thấu hiểu đồ vật" "Himi Tsu Dougu Dai Boshuu Yuushuu Shou Sakuhin Butsu Chi Ru" (ひみつ道具大募集優秀賞作品 物知～る)                                  | 28 tháng 11 năm 2003 | 30 tháng 10 năm 2015      |
| Nobita vứt đồ đạc lung tung trong phòng mà không chịu dọn dẹp. Để cho Nobita thấu hiểu cảm xúc của đồ vật Doraemon cho cậu mượn "Thấu hiểu đồ vật". | |                      |                           |
| 1738 | "Chuông hòa giải bất đồng" "Nakanaorin" (ナカナオリン)                                                                                                  | 5 tháng 12 năm 2003  | 30 tháng 10 năm 2015      |
| Nobita vô tình nếm thử bánh flan của Shizuka tại trường và chê nó dở khiến Shizuka nổi giận. Nobita muốn làm với Shizuka vì vậy nên đã mượn "Chuông hòa giải bất đồng" từ Doraemon. | |                      |                           |
| 1739 | "Doramini làm Nobita bị cảm" "Minidora Ha Kaze no Moto" (ミニドラはカゼの素)                                                                            | 12 tháng 12 năm 2003 | 2 tháng 11 năm 2015       |
| Doraemon bị cảm nên về tương lai chữa bệnh nên để Doramini ở lại. Sáng ngủ dậy Nobita phát hiện cậu làm bài tập về nhà nên lập mưu giả vờ bị cảm để khỏi đến trường. | |                      |                           |

### Năm 2004
| # | Tên tập phim                                                                                                 | Ngày phát sóng gốc   | Ngày phát sóng tiếng Việt |
| --- | --- | -------------------- | ------------------------- |
| 1740 | "Chim hạc trượt chân lật ngược tình thế" "Tsuru no Dondengaeshi" (つるのどんでん返し)                        | 9 tháng 1 năm 2004   | 3 tháng 11 năm 2015       |
| Nobita sợ thua bóng chày bị Jaian đánh nên chạy đến lấy "Chim hạc trượt chân lật ngược tình thế" trong tay Doraemon khi Doraemon vừa cứu Mimi khỏi tay con chó. | |                      |                           |
| 1741 | "Chú voi hút tuyết" "Bakyūmuzou" (バキュームゾウ)                                                            | 16 tháng 1 năm 2004  | 4 tháng 11 năm 2015       |
| Doraemon và Nobita cãi nhau vì một cái bánh. Sau đó Nobita đi ra ngoài với Shizuka còn Doraemon dự tính đi chơi với Mimi nhưng Doraemon bị Jaian bắt lại để làm sân trượt tuyết. Doraemon đã dùng "Chú voi hút tuyết" lấy tuyết nơi trải ở ngọn núi sau trường. Tại đây Doraemon và Nobita gặp nhau. Jaian mở rộng vùng tuyết phủ kết quả là tuyết tràn khắp nơi. Sau đó cậu ta hút lại tuyết bớt không may trong đó có cả Doraemon và Nobita. Sau một lúc trong chỗ chứa tuyết voi thì cả hai làm hòa. Chiều đến Shizuka mang "Chú voi hút tuyết" đến nhà Nobita trả và may sao cả hai thoát ra ngoài. Nhưng trong buổi cơm tối cả hai lại tranh nhau con tôm cuối cùng trong dĩa. | |                      |                           |
| 1742 | "Tivi trải nghiệm thực tế" "Jitsutaiken Terebi" (実体験テレビ)                                               | 23 tháng 1 năm 2004  | 4 tháng 11 năm 2015       |
| Cả nhóm cùng bước vào "Tivi trải nghiệm thực tế" trong chương trình đấu tranh sinh tồn. Cả nhóm bị đám khủng long truy đuổi đến một hang động. Khi đến bước đường cùng thì phát hiện ra đây chỉ là "Camera hù dọa". | |                      |                           |
| 1743 | "Miếng dán con kiến và con châu chấu" "Ari to Kirigirisu Bacchi" (アリとキリギリスバッチ)                    | 30 tháng 1 năm 2004  | 5 tháng 11 năm 2015       |
| Jaian bắt Nobita trực nhật lớp một mình vì vậy nên Doraemon đã dùng "Miếng dán con kiến" và "Miếng dán con châu chấu" để trừng trị Jaian phỏng theo truyện dân gian "Kiến và châu chấu". | |                      |                           |
| 1744 | "Minidora và trứng suối nước nóng" "Minidora to Onsen Eggu" (ミニドラと温泉エッグ)                           | 6 tháng 2 năm 2004   | 5 tháng 11 năm 2015       |
| Suneo khoe khoang về chuyến du lịch suối nước nóng nên khiến Nobita cũng muốn được tắm suối nước nóng. Khi về nhà Doraemon đã đi tắm suối nước nóng với Mimi và để Mini Dora ở lại. Mini Dora đã giúp Nobita có được một suối nước nóng bằng "Trứng suối nước nóng". Sau đó Jaian biết được cậu ta đã tước đoạt nó làm của riêng. Nhưng "Trứng suối nước nóng" chỉ có tác dụng tạm thời. | |                      |                           |
| 1745 | "Quyển sách thiết kế phòng theo ý thích" "O Konomi Rūmu Katarogu" (お好みルールカタログ)                     | 13 tháng 2 năm 2004  | 6 tháng 11 năm 2015       |
| "Quyển sách thiết kế phòng ở theo ý muốn" từ Nobita đem cho mọi người thuê thu tiền. Sau đó mọi chuyện bị Doraemon phát hiện, Doraemon đã thu hồi lại toàn bộ phòng trong catalog và dạy cho Jaian một bài học nhớ đời. | |                      |                           |
| 1746 | "Găng tay điều khiển từ xa" "Ayatorikkusu" (アヤトリックス)                                                  | 27 tháng 2 năm 2004  | 6 tháng 11 năm 2015       |
| Shizuka chơi đàn piano mãi có một đoạn chơi không tốt mà cô giáo dạy lại rất khó vì vậy nên Nobita đã dùng "Găng tay điều khiển từ xa" làm cô giáo cũng bị lỗi đánh đàn và nói động viên rằng dù là cô giáo cũng có khi phạm sai lầm. | |                      |                           |
| 1747 | "Danh hài Manzai" "Manzaishi" (まんざいし)                                                                   | 12 tháng 3 năm 2004  | 9 tháng 11 năm 2015       |
| Nobita bị thầy bắt ở lại trường vì tội ngủ quên trong giờ học. Đúng lúc đó Doraemon cũng có mặt tại trường giải cứu cho Nobita bằng "Danh hài Manzai" biến cuộc trò chuyện giữa cậu và thầy thành một vở hài đối đáp. | |                      |                           |
| 1748 | "Tiến lên đội sao đỏ tí hon" "Ike! Patorūru Tai" (行け！パトルール隊)                                        | 19 tháng 3 năm 2004  | 9 tháng 11 năm 2015       |
| Do mọi người không tuân thủ luật lệ đã đặt ra nên Doraemon cùng Nobita đã dùng " Đội sao đỏ tí hon" để cưỡng chế mọi người tuân thủ. Khi về nhà Nobita được bác Nobirou tặng xe đồ chơi nhưng do cậu đi ăn cơm bỏ xe ngoài đường nên bị đội sao đỏ phá hủy. | |                      |                           |
| 1749 | "Còi điều khiển vật nuôi" "Petto Hoissuru" (ペットホイッスル)                                                | 26 tháng 3 năm 2004  | 10 tháng 11 năm 2015      |
| Nobita muốn có thú nuôi như Jaian và Suneo nên Doraemon đã cho cậu mượn "Còi điều khiển vật nuôi" biến mọi vật thành thú nuôi. | |                      |                           |
| 1750* | "Kẹo cao su dừng xả rác" "Gomu Kamu Kande" (ゴム・カム・カンデー)                                            | 2 tháng 4 năm 2004   | Không phát sóng           |
| 1751 | "Dao cắt không gian" "Shōto Kattā" (ショートカッター)                                                        | 16 tháng 4 năm 2004  | 10 tháng 11 năm 2015      |
| Nobita mãi đi đến nhà Shizuka ăn bánh quên đi trận tập bóng đội Jaian vì thế nên khi thấy Nobita đi trên đường Jaian đã truy đuổi ráo riết. Nobita dùng "dao cắt không gian" đưa Jaian trở về nhà và không may Jaian rơi xuống bàn ăn mẹ cậu và em gái đang chuẩn bị. | |                      |                           |
| 1752 | "Viên ngọc biến hình 7 màu" "Nanairo Henka Dama" (七色変化だま)                                              | 23 tháng 4 năm 2004  | 11 tháng 11 năm 2015      |
| Jaian định tổ chức buổi ca nhạc nhưng Nobita đã nhanh tay dùng "Viên ngọc biến hình bảy màu" biến mọi nơi đều xuất hiện mẹ Jaian. Sau đó Suneo nhìn thấy nên kể lại cho Jaian. Jaian truy lùng Nobita, từ trên cao Doraemon nhìn thấy, Doraemon đã lấy mẹ của Jaian thật từ "Ví lấy đồ" ra nhưng do Jaian tưởng giả mạo nên đã khiêu khích khiến bà nổi giận đánh vào mông. | |                      |                           |
| 1753 | "Củ khoai lang đồ hiệu" "Burando Imo" (ブランドいも)                                                         | 30 tháng 4 năm 2004  | 11 tháng 11 năm 2015      |
| Suneo khoe khoang về balo hàng hiệu mới mua khíen Nobita cũng muốn có hàng hiệu. Doraemon đã cho cậu mượn "Củ khoai lang đồ hiệu" biết vật bình thường thành đồ hiệu. Sau đó cậu bỏ quên nó ở nhà và mẹ Nobita lên phòng thấy nó nên đem đi luộc ăn. | |                      |                           |
| 1754 | "Băng quấn đầu quyết tâm cao độ" "Kesshin Hachi Maki" (決心ハチマキ)                                         | 7 tháng 5 năm 2004   | 12 tháng 11 năm 2015      |
| Jaian muốn được 100 điểm trong bài kiểm tra sắp tới nên đem bánh rán dụ dỗ Doraemon. Doraemon đã cho cậu mượn "Băng quấn đầu quyết tâm cao độ" để có thể tập trung tinh thần học bài để thi tốt. | |                      |                           |
| 1755 | "Gậy màu mang may mắn" "Rakkī Karā Bou" (ラッキーカラー棒)                                                   | 14 tháng 5 năm 2004  | 12 tháng 11 năm 2015      |
| Nobita liên tục gặp xui xẻo còn Suneo gặp may mắn vì đã mang màu may mắn. Nobita cũng muốn màu may mắn nên Doraemon đã cho cậu "Gậy màu mang may mắn" để tìm màu phù hợp trong ngày để gặp may mắn. | |                      |                           |
| 1756 | "Bộ đồ thần biển Poisedon" "Watatsumi Poseidonsetto" (海神ポセイドンセット)                                  | 21 tháng 5 năm 2004  | 13 tháng 11 năm 2015      |
| Trong lúc đi biển chơi vô tình con thỏ biển bị chiếu " Đèn pin phóng to" khiến cho nó khổng lồ. Sau đó Jaian bơi thuyền và mắc kẹt giữa biển vì vậy Nobita đã dùng "Bộ đồ thần biển Poseidon" làm dòng nước chia làm hai và nhờ thỏ biển đẩy cả hai vào bờ. | |                      |                           |
| 1757 | "Được tặng thưởng" "Bōnasu" (ぼーナス)                                                                       | 28 tháng 5 năm 2004  | 16 tháng 11 năm 2015      |
| Ba Nobita không được giám đốc công ty tặng thưởng khiến tâm trạng không tốt. Vì vậy Doraemon dùng " Được tặng thưởng" để giám đốc tặng thưởng cho ba. Sau đó giám đốc đến nhà cho ba cậu gậy đánh golf và rủ ba cậu đi chơi golf. Sau đó cậu đi tập chụp bóng cùng Jaian, sau cả ngày vất vả cậu được Shizuka đến đón như là một phần thưởng. | |                      |                           |
| 1758 | "Bạn heo xuyên thấu" "Sukeru Ton" (透けるトン)                                                               | 4 tháng 6 năm 2004   | 13 tháng 11 năm 2015      |
| Nobita và Jaian tranh nhau xem con dấu quý hiếm của Suneo và một con dấu rơi mất. Jaian và Suneo đổ toàn bộ lỗi cho Suneo. Sau đó Suneo làm mất thêm con dấu và đổ lỗi cho Nobita. Doraemon đã dùng "Bạn heo xuyên thấu" để tìm hai con dấu. | |                      |                           |
| 1759 | "Bong bóng ăn năn" "Shobon Dama" (ショボン玉)                                                                | 11 tháng 6 năm 2004  | 16 tháng 11 năm 2015      |
| Jaian vẽ bậy lên bức tường nhà ông Kaminari nhưng khi thấy Ông Kaminari sắp đến thì đẩy viên phấn vào tay Nobita khiến Nobita chịu oan trước mặt ông. Nobita oan ức về nhà Doraemon cho cậu mượn "Bong bóng ăn năn" để làm Jaian biết hối lỗi. | |                      |                           |
| 1760 | "Bảo bối truy tìm bằng hình ảnh" "Imējinabikitto" (イメージナビキット)                                       | 18 tháng 6 năm 2004  | 17 tháng 11 năm 2015      |
| Túi hồ sơ của ba Nobita bị mất nên Doraemon đã giúp tìm lại bằng "Bảo bối truy tìm bằng hình ảnh". | |                      |                           |
| 1761 | "Nhật ký chạy trốn khám răng sâu đáng nhớ" "Dotabata Mushiba Toubou Ki" (ドタバタ虫歯逃亡記)                 | 25 tháng 6 năm 2004  | 17 tháng 11 năm 2015      |
| Nobita và Sewashi đều bị sâu răng nhưng lại sợ đi bác sĩ lấy răng sâu nên đã chạy trốn Doraemon và Dorami. Sau đó cả hai đã trốn tại nhà Shizuka. Doraemon và Dorami đã nhờ Shizuka giúp để bí mật đưa Nobita và Sewashi đến bác sĩ nha khoa. Khi đến nơi thì Nobita và Sewashi khóc khiến những em nhỏ tại đó cười nên cả hai cảm thấy xấu hổ nên quyết định đi nhổ răng sâu. | |                      |                           |
| 1762 | "Đám mây tẩy rửa" "Araigumo" (あらいぐも)                                                                    | 2 tháng 7 năm 2004   | 18 tháng 11 năm 2015      |
| Nobita dùng " Đám mây tẩy rửa" dọn dẹp nhiều thứ nên khiến nó quá tải khiến nó tích tụ đen trên bầu trời. Doraemon phải đưa đám mây đi và bỏ khí đá lên để nó tan ra chảy thành nước mưa | |                      |                           |
| 1763 | "Chiếc đĩa của Kappa" "Kappa no Osara" (カッパのおさら)                                                      | 16 tháng 7 năm 2004  | 18 tháng 11 năm 2015      |
| Nobita đội "Chiếc đĩa của Kappa" và vô tình nhìn thấy gia đình Kappa duy nhất còn sống lại. Do con người xâm lấn thiên nhiên nên dẫn đến tình trạng trên. | |                      |                           |
| 1764 | "Hành trình xem voi Ma Mút" "Manmosuwocchingu" (マンモスウォッチング)                                        | 23 tháng 7 năm 2004  | 19 tháng 11 năm 2015      |
| Doraemon đưa cả nhóm về thời cổ đại xem voi Ma mút. Cả nhóm đã giải cứu hai mẹ con voi ma mút khỏi vùng đất lún. Khi về nhà Suneo mới biết ngà voi của nhà cậu có được chính là của hai mẹ con voi đó. | |                      |                           |
| 1765 | "Siêu thám tử Nobita" "Mei Tantei Nobita!!" (名探偵のび太!!)                                                 | 6 tháng 8 năm 2004   | 19 tháng 11 năm 2015      |
| Khi ra về thì Nobita phát hiện cây dù mình để trong trường biến mất nên khiến cậu phải dầm mưa về nhà. Trong lúc chạy ngang qua khu giữ xe ngoài đường lớn thì cậu vô tình làm ngã một chiếc xe đạp và chiếc xe đạp này va vào những chiếc xe khác khiến chúng ngã đồng loạt... | |                      |                           |
| 1766 | "Nobita bỏ nhà đi bụi" "Nobita no Iede" (のび太の家出)                                                       | 13 tháng 8 năm 2004  | 20 tháng 11 năm 2015      |
| Mẹ Nobita la mắng cậu nặng lời nên cậu bỏ nhà ra sau núi đến tận chiều tối. Sau đó ba Nobita giảng giải với mẹ cậu và ba cậu đón rước cậu về. | |                      |                           |
| 1767 | "Quạt tăng dũng cảm gấp trăm lần" "Yuuki Hyaku Bai Uchiwa" (勇気百倍うちわ)                                  | 27 tháng 8 năm 2004  | 20 tháng 11 năm 2015      |
| Nobita sợ đến căn nhà ma cùng Jaian và Suneo nên mượn Doraemon "Quạt tăng dũng cảm gấp trăm lần" để xua đuổi sự sợ hãi trong bản thân. Sau đó mọi người phát hiện ra có tên tội phạm bị truy nã đã giả ma nhát mọi người trong nhà này. Tuy nhiên, sau khi nhóm bắt tên tội phạm giao cho cảnh sát thì Nobita vô tình nhìn lại căn nhà đó thì phát hiện có một bóng ma trên lầu đang nhìn về phía cậu. Nobita sợ hãi chạy tức tốc. | |                      |                           |
| 1768 | "Bộ đồ hóa thân thành côn trùng" "Konchuu Henshin Sūtsu" (昆虫変身スーツ)                                    | 3 tháng 9 năm 2004   | 23 tháng 11 năm 2015      |
| Suneo khoe khoang về bộ sưu tập côn trùng Nobita ghen tị. Doraemon đã dùng "Bộ đồ biến thân thành côn trùng" đi vào rừng đuổi người săn trộm động vật quý hiếm. | |                      |                           |
| 1769 | "Khoang kết nối đồ vật từ tương lai" "Sa Kidori Kapuseru" (さきどりカプセル)                                 | 10 tháng 9 năm 2004  | 23 tháng 11 năm 2015      |
| Nobita muốn biết ai là người mặc đồ cưới đứng cạnh cậu sau này nên Doraemon đã lấy "Khoang kết nối đồ vật từ tương lai" và Jaiko đã chui ra từ đó. Để biết đây có phải là sự thật hay không Doraemon cùng Nobita đến tương lai xem chuyện gì đã xảy ra. Khi đến nơi thì phát hiện để mừng cuốn truyện mới viết của Jaiko được nhiều độc giả đón nhận nên Jaiko đã mặc đồ cưới như nhân vật trong truyện và đứng cạnh Nobita. | |                      |                           |
| 1770 | "Có đến 2 bạn Shizuka" "Ni Nin no Shizuka Chan" (二人のしずかちゃん)                                         | 17 tháng 9 năm 2004  | 24 tháng 11 năm 2015      |
| Shizuka rủ Nobita đi mua đồ nhưng không Nobita không biết lựa đồ phù hợp nên Nobita dùng "Súng phân thân ảo ảnh"lấy từ Doraemon trước đó để biến ra thêm một Shizuka nữa nhưng Shizuka này tính cách mạnh mẽ hơn bản gốc. Sau một hồi đi chung Nobita không biết ai thật ai ảo ảnh để biến trở lại như cũ. Nobita đã hỏi cả hai có thích cậu không và Shizuka trả lời là có. | |                      |                           |
| 1771 | "Búi tóc Samurai" "Samurai Chonmage" (サムライちょんまげ)                                                    | 24 tháng 9 năm 2004  | 24 tháng 11 năm 2015      |
| Để Nobita có cảm giác trở thành Samurai, Doraemon đã gắm "Búi tóc Samurai" cho Nobita. Sau đó ba sai cậu đi chợ và trên đường cậu giúp cảnh sát bắt được tên trộm. | |                      |                           |
| 1772* | "Thử nói lời từ biệt" "Tameshi ni Sayounara" (ためしに さようなら)                                           | 1 tháng 10 năm 2004  | Không phát sóng           |
| 1773 | "Khăn trải bàn ẩm thực theo yêu cầu" "Gurume Tēburu Kake de Tabe Houdai!!" (グルメテーブルかけで 食べ放題!!) | 26 tháng 11 năm 2004 | 25 tháng 11 năm 2015      |
| Mẹ bị bệnh nên bà Nobi phải đi chăm sóc mọi việc ở nhà giao cho ông Nobi. Bởi vì ông Nobi nấu nướng thất bại và không gọi thức ăn đến nhà được nên Doraemon đã dùng "Khăn trải bàn ẩm thực theo yêu cầu" để lấy những món ăn ngon ra. Chiều bà Nobi về vì mẹ bà khoẻ hơn nhưng ba con Nobita vô tình nói vài câu làm bà giận. | |                      |                           |
| 1774 | "Nhãn dán nhìn xuyên thấu" "Toushi Shīru" (透視シール)                                                       | 3 tháng 12 năm 2004  | 25 tháng 11 năm 2015      |
| Shizuka cùng Dekisugi trao đổi với nhau một số chuyện riêng tư trong quyển tập khiến Nobita ghen tức. Nobita lấy "Nhãn dán nhìn xuyên thấu" lén nhìn xem cả hai viết gì bên trong. Nobita tức giận khi nhìn và viết bậy lên, Shizuka và Dekisugi quyết tìm thủ phạm khiến Nobita phát hoảng. May sao Doraemon đã tẩy đi, Nobita thoát nguy trong gang tấc. | |                      |                           |
| 1775 | "Tin đặc biệt của Doramini" "Minidora de Sukūpu!?" (ミニドラでスクープ!?)                                    | 10 tháng 12 năm 2004 | 26 tháng 11 năm 2015      |
| Jaian chạy xe ngang qua làm Nobita trượt chân xuống cống, Suneo chụp ảnh đăng tin làm cậu xấu hổ trước mọi người. Sau đó cậu cùng Dora Mini quyết tâm tìm sơ hở của Jaian đăng tin phục thù. Không may sau đó Nobita rơi xuống, Jaian vớt cậu lên và chuyện đó lên báo. | |                      |                           |
| 1776 | "Nobita và Nobio" "Nobita to Nobi Otto" (のび太とのび夫)                                                     | 17 tháng 12 năm 2004 | 26 tháng 11 năm 2015      |
| Nobita đi học kiếm đạo và vô tìm có một bé nhận làm em cậu tên Nobio. Nobita khoe khoang rất nhiều thứ trước mặt em ấy trong đó có việc đánh được homerun. Vì vậy cậu phải chứng minh cho cậu bé thấy. Nobita đã tập luyện cả buổi chiều với Jaian và cuối cùng cũng đánh homerun được. | |                      |                           |
| 1777* | "Miếng dán sự thật" "Shinjitsunohatajirushi" (真実の旗印)                                                    | 18 tháng 12 năm 2004 | Không phát sóng           |

### Năm 2005
| # | Tên tập phim                                                                                   | Ngày phát sóng gốc  | Ngày phát sóng tiếng Việt |
| --- | ---------------------------------------------------------------------------------------------- | ------------------- | ------------------------- |
| 1778 | "Một ngày được thầy khen" "Sensei Sai Aku no Ichi Nichi!" (先生サイアクの1日！)                | 7 tháng 1 năm 2005  | 27 tháng 11 năm 2015      |
| Nobita được thầy khen vì ở lại lớp trực nhật thay các bạn và mọi người thấy được cảnh này nên Doraemon cho cậu mượn "Thu băng bằng người thật" để tua lại khung cảnh Nobita lúc được thầy khen nhưng vì Nobita tua nhiều lần nên khi muốn cho ba mẹ xem thì lại tua nhầm lúc bị thầy mắng vì đi học trễ                                                                                                   |                                                                                                |                     |                           |
| 1779 | "Tiền chôn giấu của Nobita" "Nobita no Maizou Kin" (のび太の埋蔵金)                            | 14 tháng 1 năm 2005 | 27 tháng 11 năm 2015      |
| Tivi đưa tin về việc phát hiện tiền chôn giấu trên sông Okutana nên Jaian, Suneo và anh Sunekichi đi tìm và như mọi khi không cho Nobita đi theo. Vì vậy Doraemon cùng Nobita đã du hành ngược thời gian để xem thì phát hiện số tiền không lớn như dân gian lưu truyền và cô công chúa trong truyền thuyết không xinh và không gieo mình xuống dòng sông Okutana.                                        |                                                                                                |                     |                           |
| 1780 | "Bức thư tình chân thành đầy cảm động" "Dekisugi Raburetā" (できすぎラブレター)                | 21 tháng 1 năm 2005 | 30 tháng 11 năm 2015      |
| Ông bác tặng quà cho Nobita nên bà Nobi dặn cậu phải viết thư cảm ơn. |                                                                                                |                     |                           |
| 1781 | "Lời cầu hôn lần thứ 13" "13 Nen me no Puropōzu" (13年目のプロポーズ)                          | 28 tháng 1 năm 2005 | 30 tháng 11 năm 2015      |
| Ba mẹ Nobita tranh cãi nhau về việc ai là người cầu hôn đầu tiên nên Nobita và Doraemon dùng "Cỗ máy thời gian" về quá khứ xem. |                                                                                                |                     |                           |
| 1782 | "Đèn pin lộng lẫy" "Gōjasu Raito" (ゴージャスライト)                                           | 4 tháng 2 năm 2005  | 1 tháng 12 năm 2015       |
| Jaiko hay trao đổi thư với một người bạn tên Jack ở bên Anh và một ngày cậu sang Nhật thăm Jaiko. Do nhà Jack giàu có nên khiến Jaiko lo lắng về cảnh nhà cửa cũ kĩ của mình. Thương em, Jaian đến mượn bảo bối của Doraemon. Doraemon cho cậu mượn " Đèn pin lộng lẫy" để tân trang nhà cửa, trang phục và thú cưng.                                                                                     |                                                                                                |                     |                           |
| 1783 | "Tên lửa Nobita du hành Ngân Hà" "Nobita Roketto Ginga He!" (のび太ロケット銀河へ！)           | 18 tháng 2 năm 2005 | 1 tháng 12 năm 2015       |
| Nobita ao ước có thể dùng phi thuyền làm từ chai nhựa của cậu để đi thám hiểm vũ trụ nên Doraemon đã dùng " Bộ lắp ghép mô hình tàu vũ trụ" để biến con tàu đồ chơi của Nobita thành thật. Trong lúc đi du hành trong hành tinh bong bóng nước khổng lồ Doraemon bị một con mực khổng lồ bắt do nhầm với vị thần tối cao của họ. Nobita cùng các bạn đến đưa Doraemon thoát khỏi đó và trở về nhà an toàn |                                                                                                |                     |                           |
| 1784 | "Doraemon thuộc sở hữu của Suneo" "Doraemon Ha Suneo no mono!?" (ドラえもんはスネ夫のモノ！？) | 25 tháng 2 năm 2005 | 2 tháng 12 năm 2015       |
| Suneo bày kế để biến Doraemon thành của riêng cậu nhưng thất bại vì "Con tem tình bạn" đã được gỡ ra và dính vào người khác. |                                                                                                |                     |                           |
| 1785 | "Shizuka cô phù thủy đáng yêu" "Mahoutsukai Shizuka Chan" (魔法使いしずかちゃん)               | 4 tháng 3 năm 2005  | 2 tháng 12 năm 2015       |
| Shizuka muốn trở thành một cô phù thủy tốt bụng giúp đỡ mọi người nên Doraemon cho mượn "Túi thần kì" nhưng do về khuya nên bị ba mẹ không cho vào nhà. |                                                                                                |                     |                           |
| 1786 | "45 năm sau" "45 Nen Go..." (45年後・・・)                                                     | 11 tháng 3 năm 2005 | Không phát sóng           |
| 1787* | "Ngày nghỉ của Doraemon" "Doraemon ni Kyuujitsu o?!" (ドラえもんに休日を！！)                  | 18 tháng 3 năm 2005 | Không phát sóng           |